# 白峯寺
白峯寺（しろみねじ）は、香川県坂出市の五色台の白峯中腹の標高280 m付近にある真言宗御室派の寺院。綾松山（りょうしょうざん）、 洞林院（どうりんいん）と号す。本尊は千手観世音菩薩。四国八十八箇所第八十一番札所。
- 本尊真言：おん ばさら たらま きりく
- ご詠歌：霜さむく露白妙（つゆしろたえ）の寺のうち　御名（みな）をとなうる法（のり）のこえごえ
- 納経印：当寺本尊、奥之院毘沙門天、崇徳天皇念持仏の十一面観音、白峯大権現相模坊、満願証「大願成就」

納経時間は午前8時30分 - 午後5時

## 概要
すべての干支の守り本尊が各堂に祀られており、四国で唯一の御陵である白峯陵が隣接する。
一年中花が楽しめ、特に春は桜、夏は紫陽花、秋は紅葉が有名で多くの参拝者が訪れ、境内には御詠歌が流され遍路気分を盛り上げる。
また、古来より本尊千手観世音菩薩は身代わり観音として、鎮守白峯大権現（相模坊大権現とも云い日本八天狗の一狗である）は開運招福、商売繁盛、勝負事の神として、崇徳天皇は悪縁断ち、芸能成就、学業成就の神として信仰されている。

## 歴史
寺伝によれば、空海（弘法大師）が弘仁6年（815年）この地に訪れ、白峯山頂（標高357 m）に如意宝珠を埋めて、仏に供える水を汲む閼伽井を掘り、衆生救済の請願をした。また、円珍（智証大師）が貞観2年（860年）、山頂に輝く瑞光を見て登頂、そのとき地主神である白髪の老翁よりご神託を受け、瀬戸内海に現れた光明に輝き、芳香薫ずる可思議な光を放つ霊木で千手観世音菩薩を刻み、当寺本尊として安置し、仏堂を創建したと伝えられている。
後に、長寛2年（1164年）旧暦8月26日崇徳上皇が讃岐流刑地で崩御し、遺詔により当寺上の稚児嶽上で荼毘に付され陵墓が造られた。その3年後には西行法師が詣で慰霊のために法楽を行った。その後、建久2年（1191年）後鳥羽天皇により、慰霊のため陵墓近くに、崩御までの6年間を過ごした鼓岡の御所である木の丸殿を移築し法華堂を建て、上皇が仁和寺で軟禁されているとき描かれた自画像を奉安し頓証菩提を弔った。寺運は上昇し寺坊は21を数えるほどになっていたが、永徳2年（1382年）火災によって大半を焼亡する。応永22年（1415年）に後小松天皇は上皇の成仏を願い自筆の「頓證寺」と書かれた勅額を奉納し頓証寺殿となった。そして、延宝8年（1680年）には高松藩主松平頼重・頼常により頓証寺殿と勅額門が再建された。
江戸の幕末の動乱を憂う孝明天皇は崇徳上皇の霊を慰めるため上皇の神霊を京都に移すよう命じたが実現しないまま慶応2年（1866年）旧暦12月25日崩御した。その遺志を継いだ子の明治天皇は慶応4年（1868年）旧暦8月26日に当寺に勅使を送り御陵の前で祝詞「保元年間に起きた一連の忌々しい事は、本当に哀しみの極みでした。孝明天皇の遺志を継ぎ、京都御所の近くに新しい宮を造りましたのでどうぞ都にお戻りいただき、天皇と朝廷を末永くお守りください。」と読みあげさせ、また、その勅使は当寺の上皇の自画像と愛用の笙（しょう）を持ち帰り、旧暦9月6日に京都に到着した。そして、その翌日、明治天皇が参拝し、さらに翌日の旧暦9月8日に慶応から明治に改元された。
明治維新になると白峯御陵は当寺から宮内省の管轄に移り、明治3年には上知令が出され寺領は境内を残し没収されて、収入が失われ、本坊になっていた当寺である洞林院以外の塔頭の一乗坊・宝積院・円福院は廃寺となり、当寺住職は明治6年に転身してしまい無住寺となった。その前年に無檀家・無住寺院は廃寺との通達が出ていたので、このままでは当寺まで廃寺となるのを憂いた信徒たちは、住職選定を願い出て、明治11年新住職橘渓導が赴任となり免れた。
明治11年（1878年）時の宮司の願書により当寺の一部である勅額門と頓証寺殿を白峰神社とし、金刀比羅宮（以下は同宮と表現）の摂社とするという決定が内務郷より出て、所有権が当寺から同宮に移ることとなる。その際に数々の寺宝が同宮に移管された。その後、それを不服とした当寺の住職と信徒は訴訟を起こし、明治17年に当寺の勝訴となるが、白峰神社が頓証寺殿として返還されたのは明治31年のことである。また、同時に一度同宮に移管された寺宝のごく一部のみが当寺に再移管された。
昭和40年（1965年）、崇徳上皇800年御忌の機運に乗じ地元青年団有志は、同宮に対し当寺に移管された宝物の返還を求めて裁判を行ったが、敗訴となった。

## 伽藍

### 白峯寺
（境内の上から下り外へ記する）

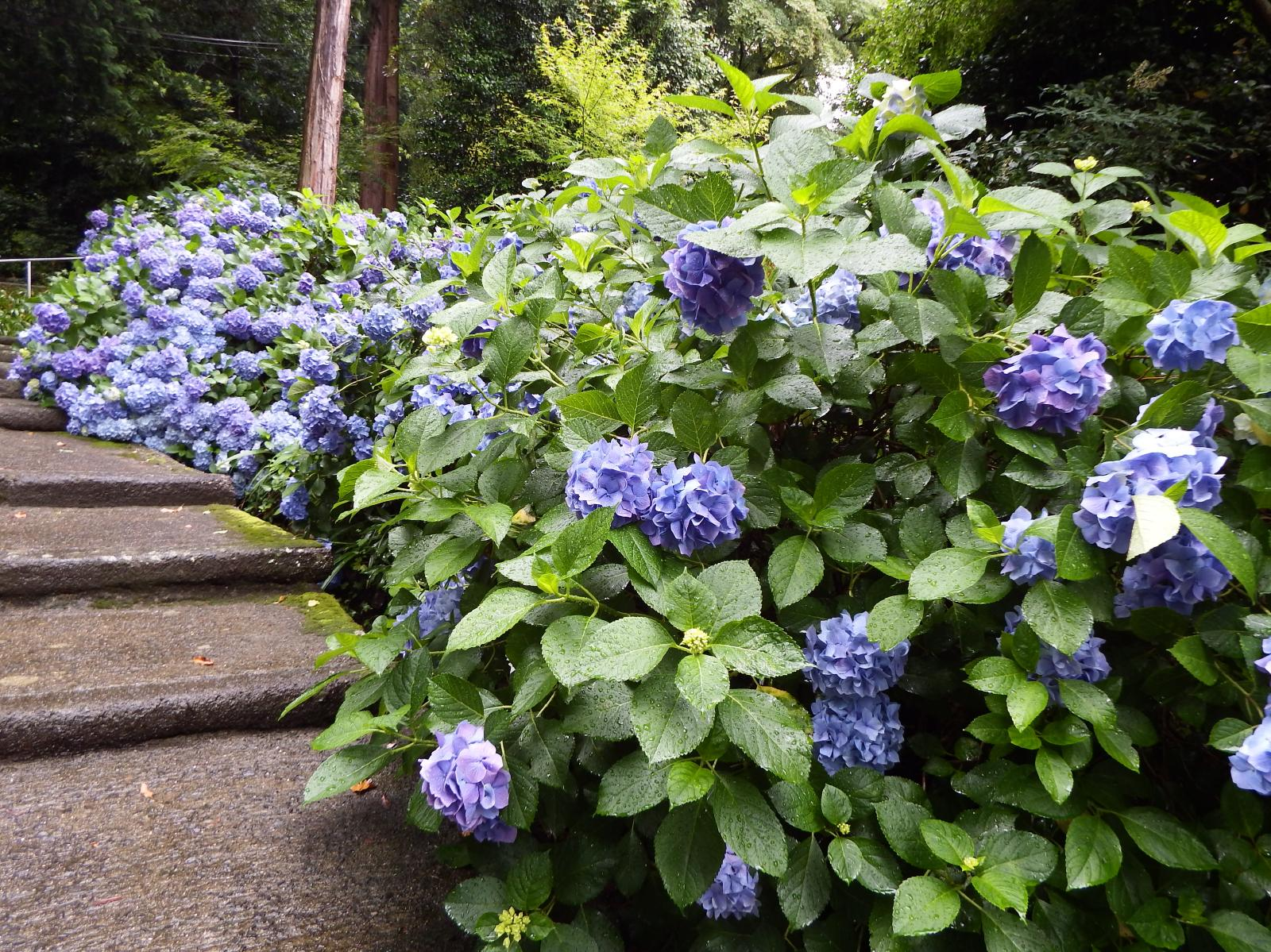
紫陽花

- 本堂【重要文化財】：慶長4年（1599年） 再建。毎年7月10日に近い日曜日に本尊千手観音が開帳される（時間は午前10時からの法要の時間だけ）。脇侍は愛染明王と馬頭観音であるがいずれも秘仏。
- 大師堂【重要文化財】：文化8年 (1811) 再建。中央に弘法大師、左に稚児大師、右に青面金剛を安置するがすべて秘仏。
- 地蔵祠：石仏の地蔵菩薩を安置する。
- 善如龍王祠：安永6年（1777年）再建。
- 九社明神祠
- 仏足石：平成11年（1999年）建立。本堂と大師堂の間にあり。
- 石造瑜祇塔：文政12年（1829年）建立。本堂の向かって左にあり。
- 阿弥陀堂【重要文化財】：万治4年（1661年）建立。中央に阿弥陀如来、脇侍に勢至菩薩、観音菩薩を安置。また背後に千体の阿弥陀仏を安置する。

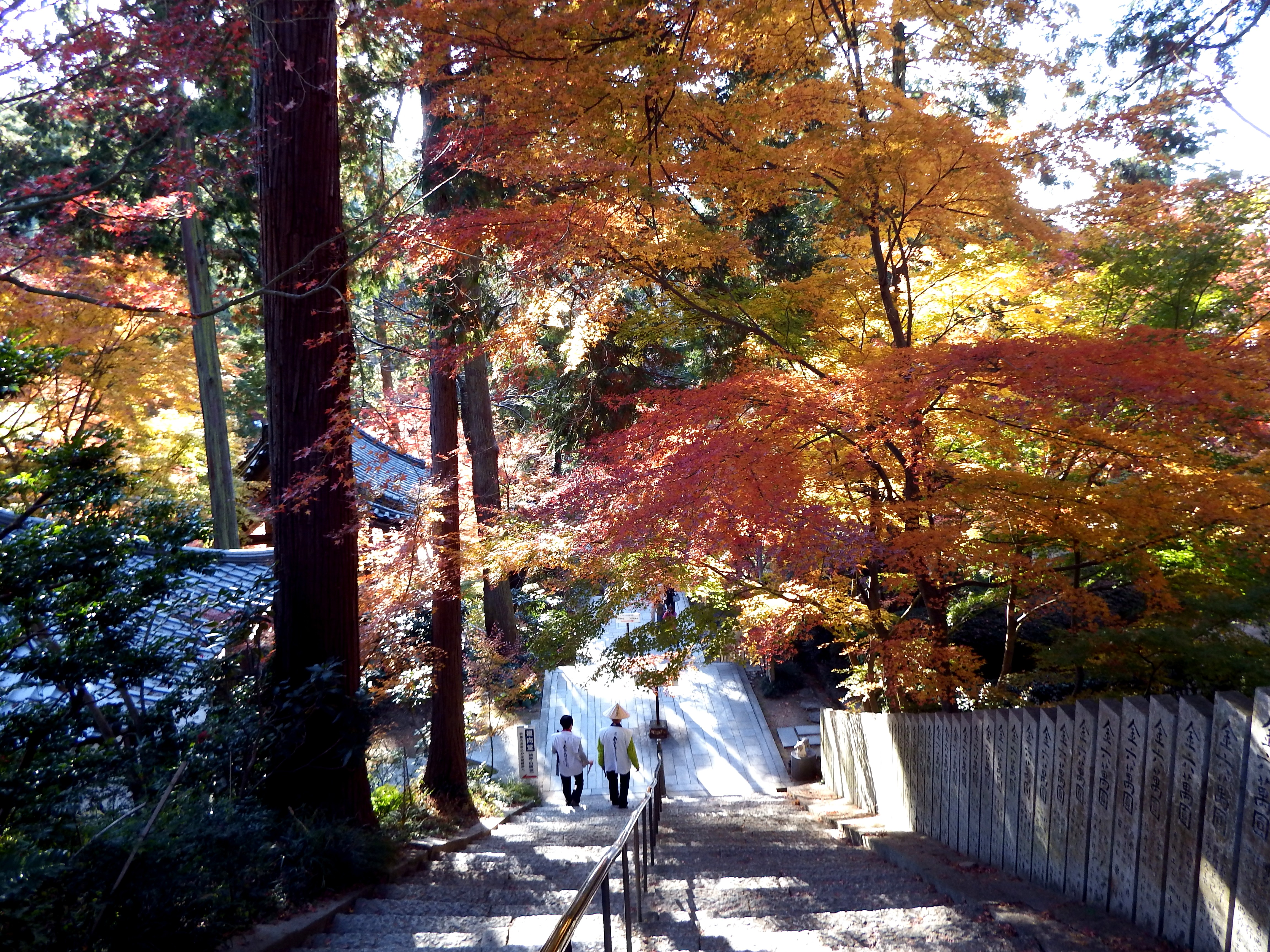
紅葉

- 行者堂【重要文化財】：安永8年（1779年）再建。中央に役行者、周りに閻魔尊、十王、地蔵菩薩、虚空蔵菩薩を安置する。
- 廻向堂：平成15年（2003年）建立。中央に阿弥陀如来を安置。脇に永代供養者の霊を祀る。裏に永代供養墓と墓地がある。
- 薬師堂【重要文化財】：19世紀前期建立、二層の造り。中央に薬師如来、脇侍に日光菩薩と月光菩薩、手前に眷属の十二神将、向かって左側に金剛界大日如来、向かって右側に胎蔵大日如来を安置するがすべて秘仏。
- 鐘楼堂：明治時代の再建。
- 弁財天祠：19世紀前期の建立。
- 水子地蔵（手水舎）：昭和56年（1981年）建立。
- 玉章（たまずさ）の木：崇徳上皇がほととぎすの鳴き声に都を偲び、和歌を詠んだところ、ほととぎすはその意を察し、嘴に木の葉を巻いて声を忍んで鳴いたといわれる。その巻いた葉が玉章（手紙）に似ているためほととぎすの落とし文、玉章と呼ばれその葉を懐中すれば必ずよい便りがあるといわれ殊に珍重されている。[4]現在の木は古の玉章の木を偲んで植樹されたもので、古木は香川県五色台少年自然センターに寄贈されている。
- 護摩堂：昭和61年（1986年 ）建立。中央に五大明王、毘沙門天、左に普賢菩薩、弘法大師、蔵王権現、右に阿弥陀如来、歴代高松藩主、歴代先師の位牌を安置。堂内に納経所を併設。本堂・大師堂は長い石段の上にあるため、足腰に不安がある方は堂内の中央に本尊の分身と向かって左側に大師像があり参拝できる。※スロープあり
- 宝物館：平成15年（2003年）建立。重要文化財の勅額をはじめ指定文化財などの寺宝が展示されている。
- 宝庫：歴代の聖教や寺院に纏わる書物などが保存されている。
- 勅使門【重要文化財】（附指定）：19世紀前期の建立。
- 御成門【重要文化財】：享保9年（1724年）建立。
- 客殿【重要文化財】：延宝年間建立。18世紀中期頃に大玄関を増築。
- 茶堂：明治42年（1909年）建立。
- 山門（七棟門）【重要文化財】（附指定）：18世紀後期の建立。切妻造の高麗門。
- 白峯五社稲荷祠：昭和26年（1951年）建立。
- 修行大師立像：昭和59年（1984年）建立。その左横に「白峰の花に宿とる遍路かな」の句碑がある。
- 石造十三重塔【重要文化財】：東塔と西塔がある。詳細は下記。
- 西国三十三観音霊場の写し石仏：明治時代建立。駐車場までの参道（車道）沿いに点在。
- 一ノ門：県道180号からの参道（車道）の入り口にある柱門。1958年12月に白峰展望台付近より移築し、欠損部分を補って再建された下乗石が門の後ろにある。また白峰展望台広場に寛政6年（1794年）3月の下乗石がある。

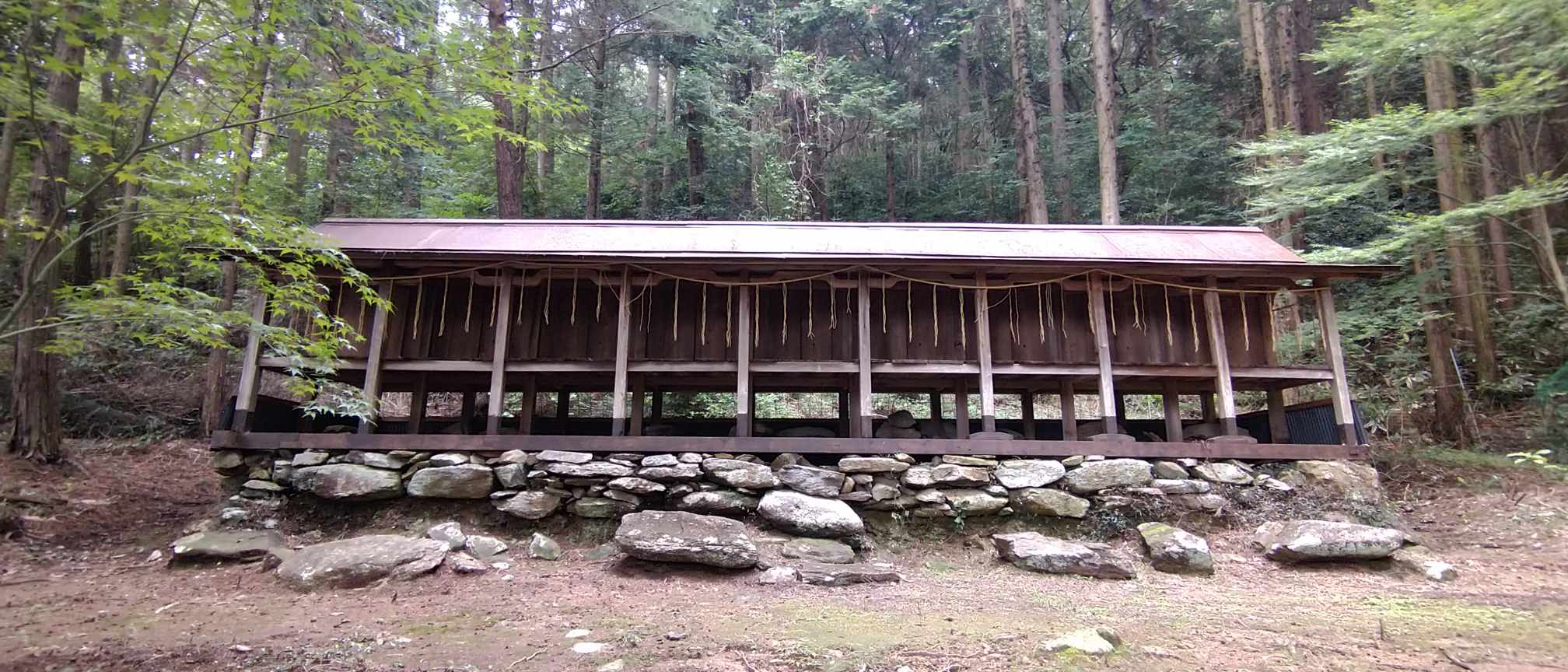
九社明神
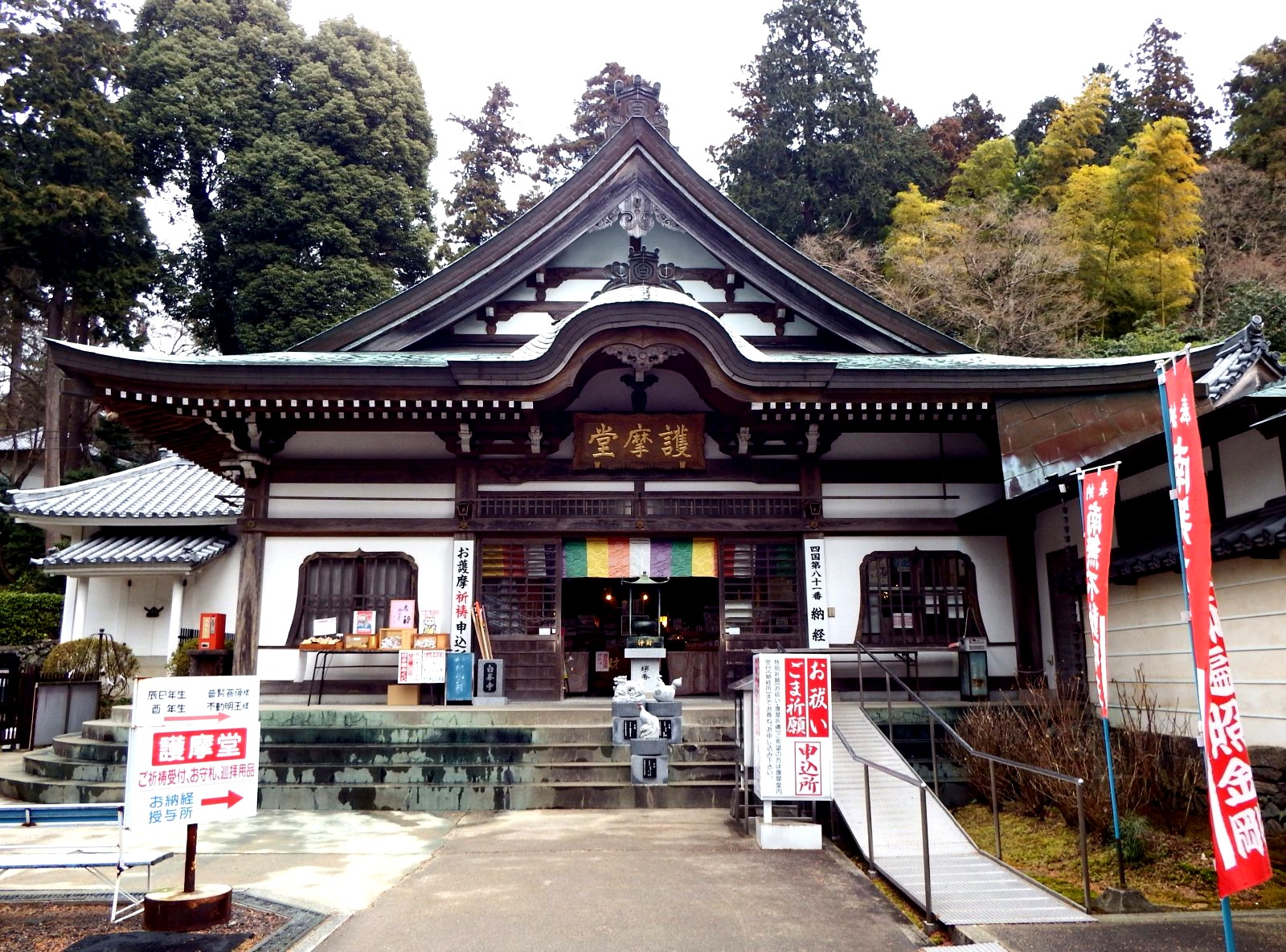
護摩堂
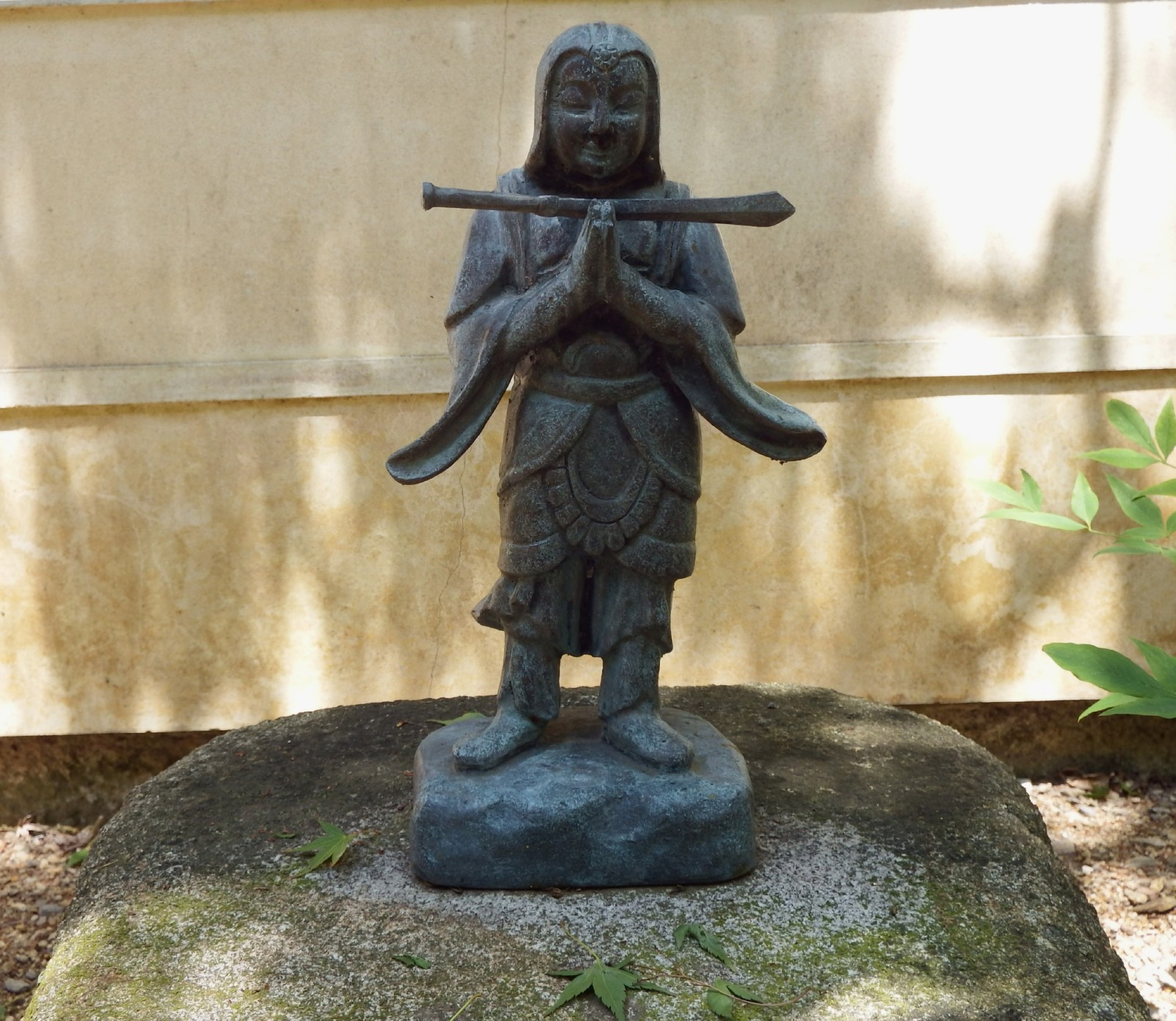
韋駄天像
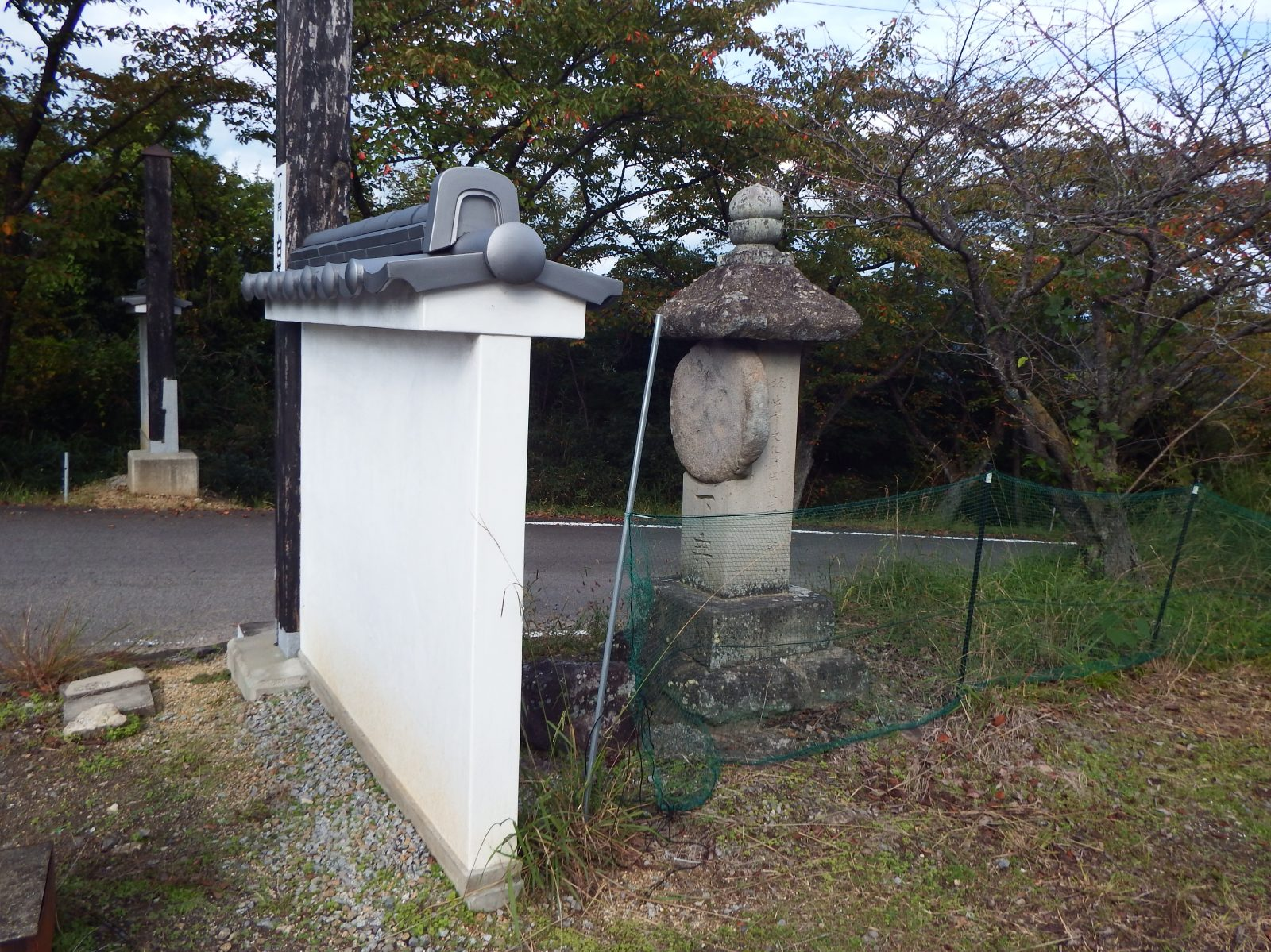
一ノ門と下乗石
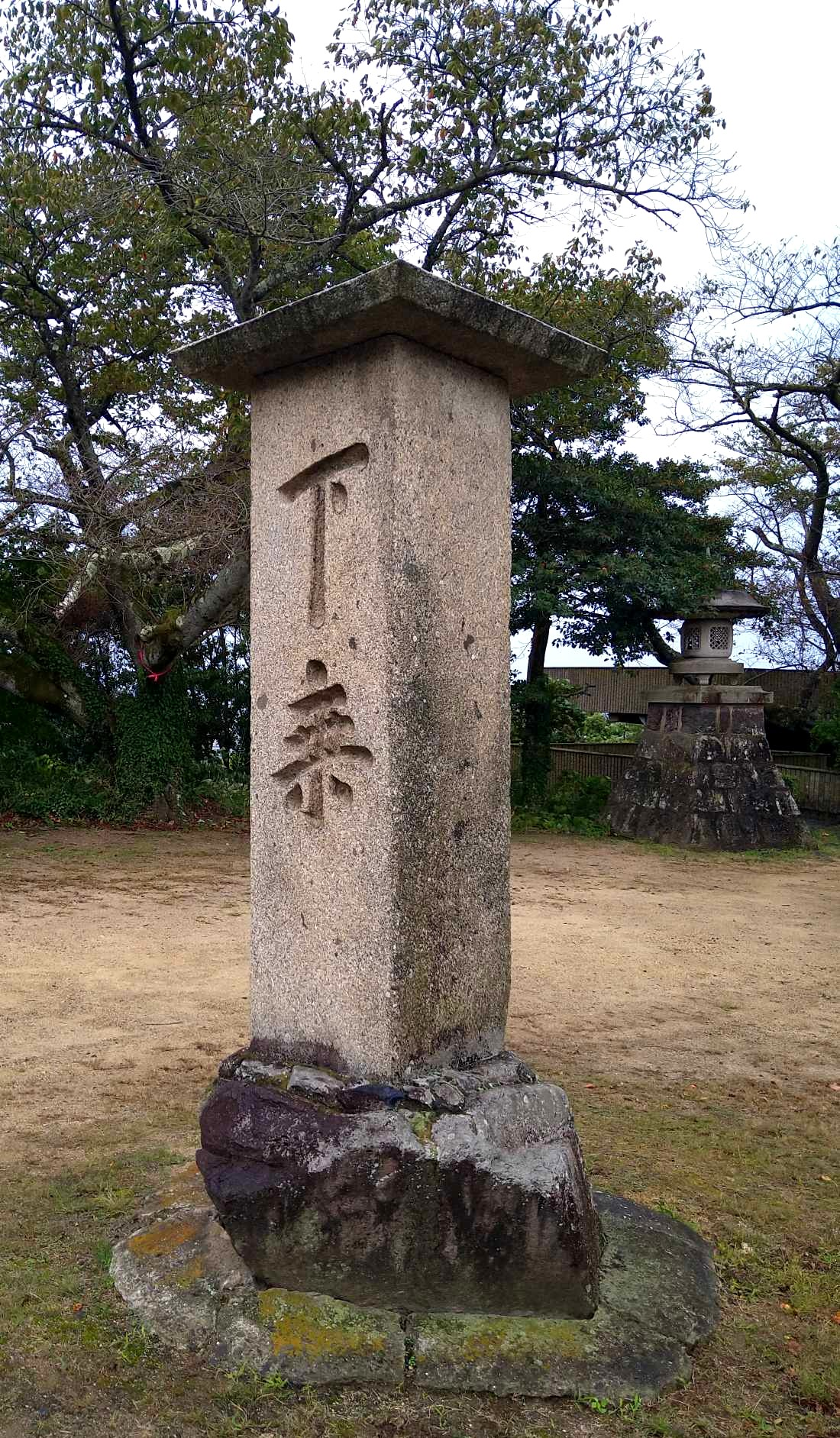
白峰展望台の下乗石

### 頓証寺殿

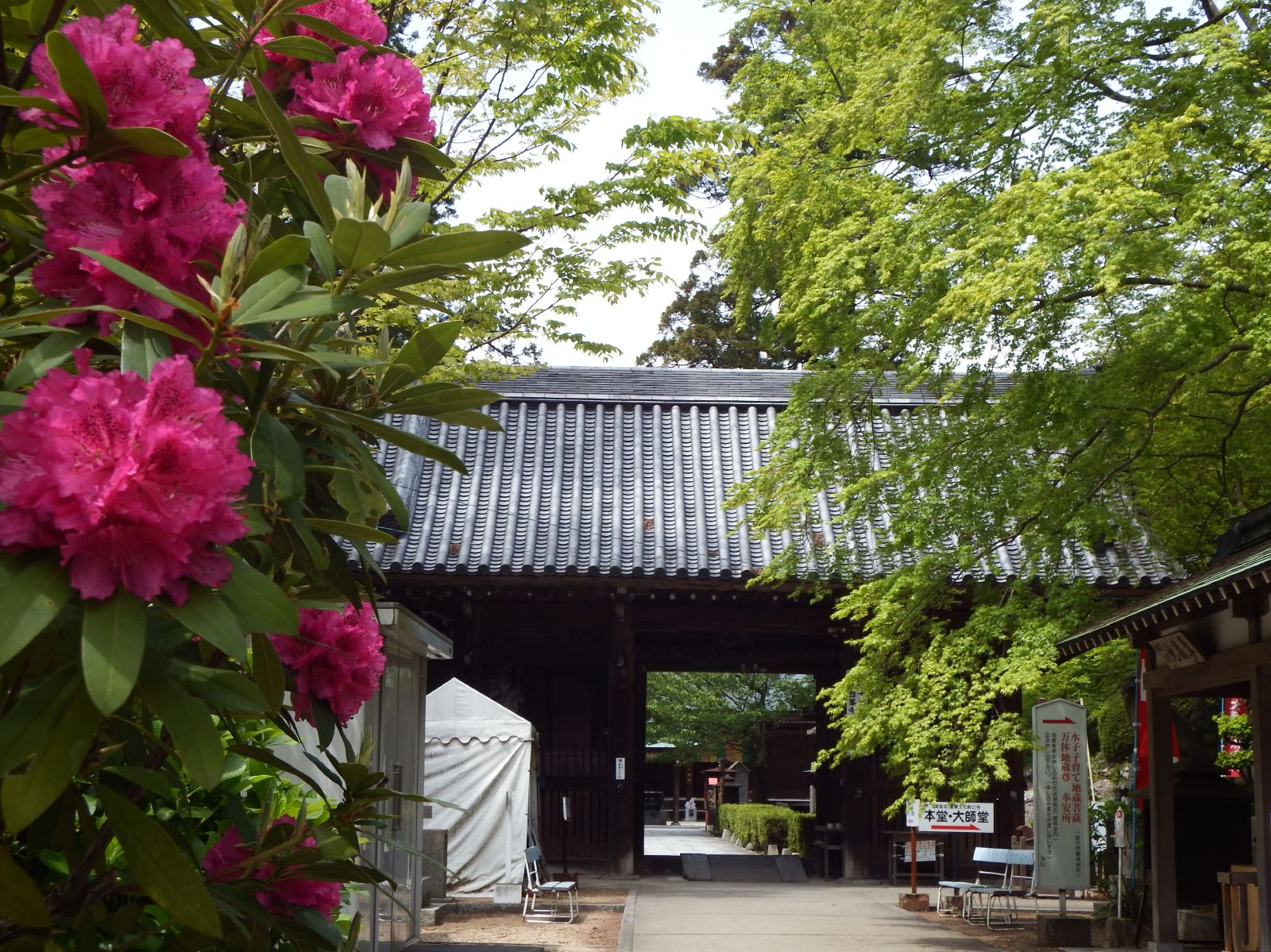
勅額門（重要文化財）

勅額門の随身像

- 勅額門【重要文化財】：延宝8年（1680年）建立。重要文化財の勅額は宝物館にあり、門にはレプリカが掛けられている。向かって左に源為義[注釈 4]、右に源為朝[注釈 5]の武者像が守護しているが普段は扉が閉められ見えない。なお、現在の像は新造で寄進された像で、元々の像は金刀比羅宮・白峰神社に明治31年に移管された。普段は非公開だが、修正会、正月大護摩法要、大般若お加持法要の際には開帳される。※スロープあり
- 頓証寺殿の拝殿と奥殿3棟【重要文化財】：延宝8年（1680年）建立。崇徳天皇の廟所である頓証寺殿の奥殿には、三つの社があり、中央に崇徳天皇が祀られ、向って左に鎮守白峯大権現相模坊、同右に念持仏十一面観世音菩薩が祀られている。拝殿に文殊菩薩を安置する。2014年9月21日と28日に50年ぶりの開帳があり、崇徳天皇の画像を拝することができた。

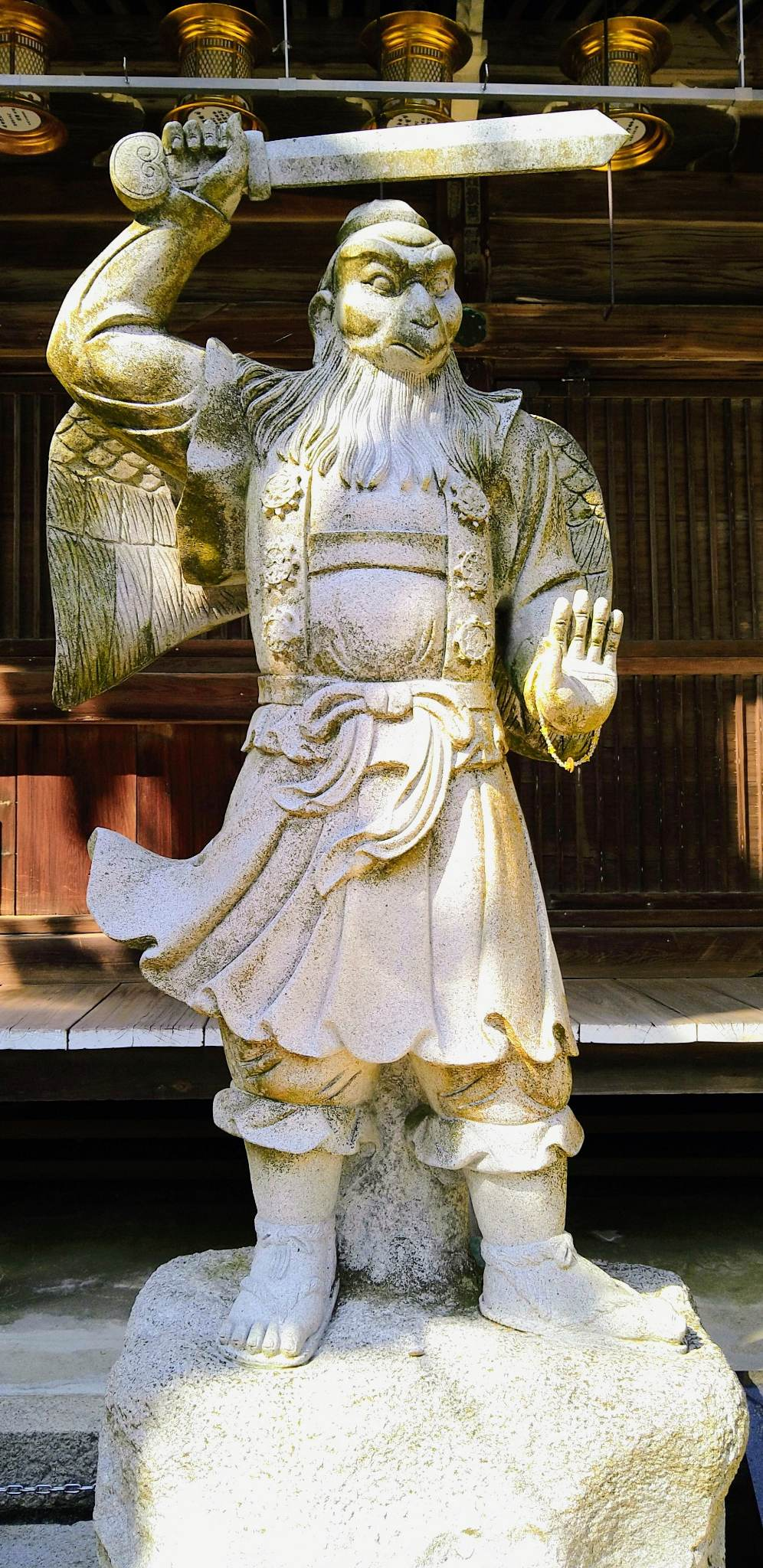
白峯大権現

- 白峯大権現相模坊（前仏）：本尊は秘仏。日本八天狗の一狗であり讃岐三天狗の一狗（他は八栗寺の中将坊と金毘羅の金剛坊）。本来は白峯の山神であり、相模坊の名は『保元物語』に登場し崇徳上皇に味方した相模阿闍梨勝尊に由来すると考えられている[5]。また、相模国の大山から来た大行者で、当山の山伏を率いて大権現と崇拝され当山の鎮守となり崇徳上皇の守護神となったという寺伝もある。
- 崇徳天皇白峯陵遥拝所：拝殿の向かって左奥にあり。上皇「濱千鳥あとは都にかよへども身は松山に音をのみぞなく」の歌碑が正面の柵の中にあり、左脇に頓証寺型石燈籠[6]がある。
- 石造西行法師座像：西行が崇徳天皇を詣でた際に腰掛けたと云われる石に安置されている。[2]傍らに西行「よしや君むかし乃玉のゆかとても かゝらんのちはなにかハせん」がサヌカイトに刻まれた歌碑がある。
- 御札場：修正会や縁日の際に開かれる御守授与所兼祈祷受付所。本尊として弘法大師座像の軸が掲げられている。

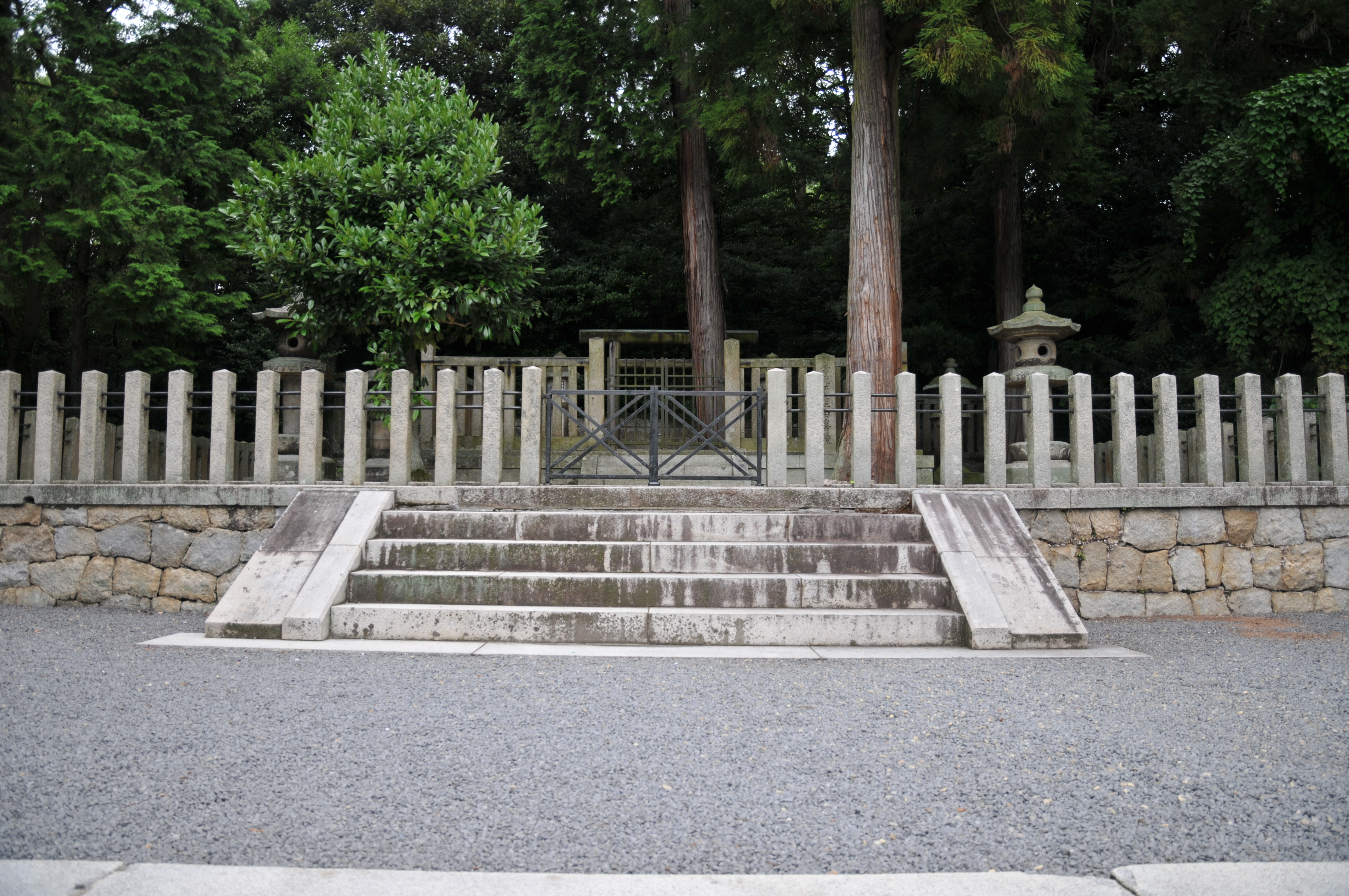
崇徳天皇白峯陵

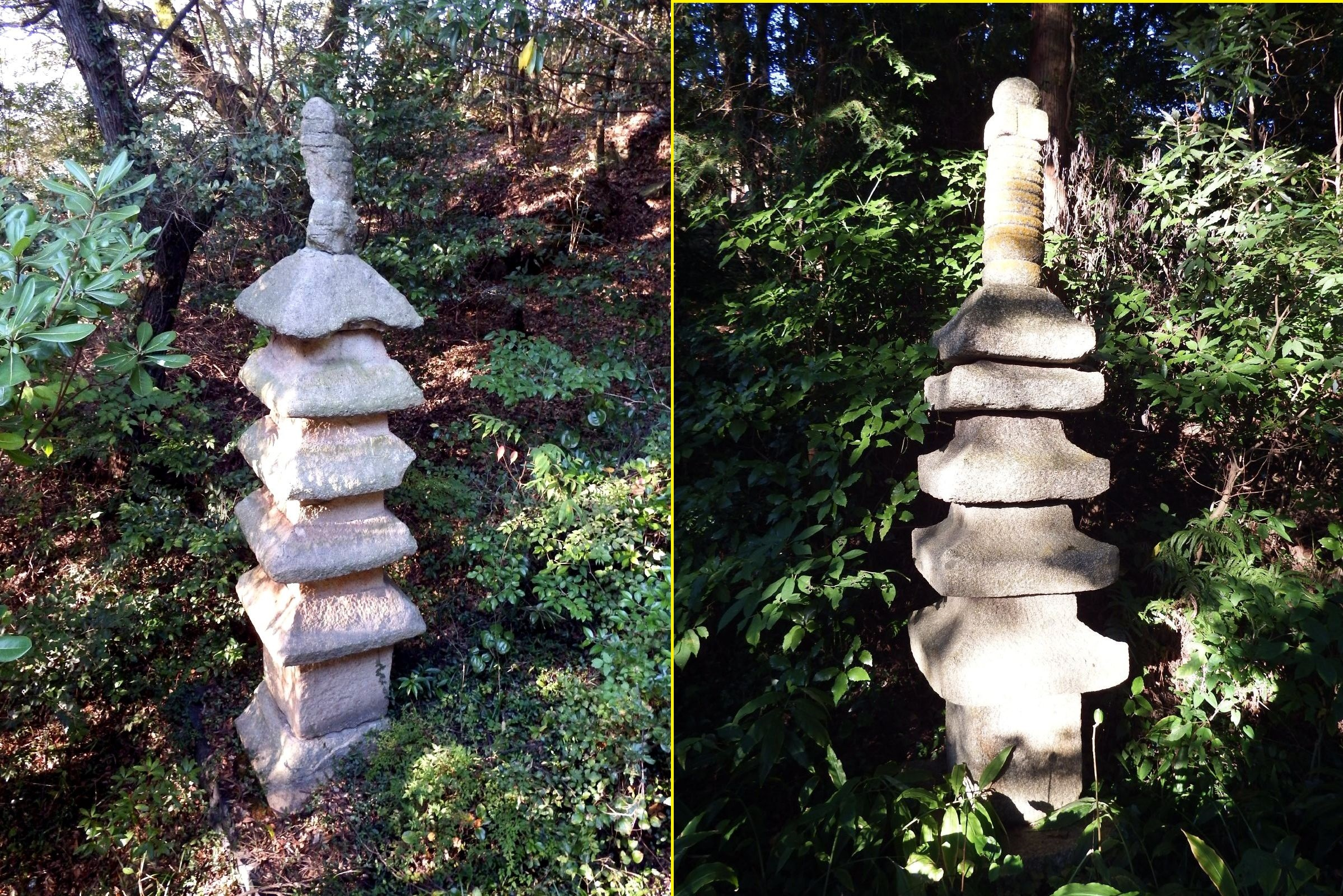
白峯陵の源為朝と源為義の供養塔

- 崇徳天皇 白峯陵（すとくてんのう しらみねのみささぎ）：白峯寺境内の玉章の木の後ろ入口から約百ｍ、頓証寺殿の後方約20 mの所にあり、第75代崇徳天皇の陵墓で陵形は方丘[7]。拝所内の前方一対の石燈籠松平頼恭奉献、後方一対は松平頼重奉献。また拝所下段右側に源為義（花崗岩製）、左側に源為朝（凝灰岩製）の供養塔が建っている。[8]毎年9月21日に御正宸祭（ごしょうしんさい）の儀[9]が執り行われ、この日に限り奥の柵まで解放され鳥居をくぐり参拝することができる。

参道沿いに石造十三重塔があり、駐車場の奥に稲荷社祠、修行大師像がある。山門をくぐり右に御成門、その先に勅使門があり、その後ろに客殿、本坊がある。左に茶堂と御手洗がある。そのままむと正面に護摩堂があり、中に納経所がある。護摩堂を前に見て左に進むと右に弁財天社祠、水子地蔵・手水舎があり正面に勅額門、その奥に頓証寺殿がある。そして右にはるか上に続く石段が見える。その石段を上って行くと左に薬師堂右に鐘楼堂、つぎは左に行者堂右に廻向堂があり、石段を全部で99段上り詰めた正面に本堂がある。本堂の右に大師堂、九社明神社祠、地蔵祠、善如龍王祠、左に石造瑜祇塔、阿弥陀堂がある。
- 宿坊：あり（16名以上の団体のみ宿泊可能：最大80名まで）※現在はコロナ禍のため休業中
- 入山料：200円
- 駐車場：無料（門前P約30台、石塔横P約10台、第2P約80台、第3P約80台：合計200台）

## 文化財
重要文化財
- 石造十三重塔 - 2基：源頼朝が崇徳天皇の菩提のために建立したと伝えられ、東塔は総高5.95 mの花崗岩製で弘安元年（1278年）建立[10]、西塔は総高5.62 m角レキ凝灰岩製で元亨四年（1324年）建立[2][11]、昭和29年9月17日指定[10][11]
- 木造頓證寺勅額：縦139 cm、横115 cm、室町時代作、後小松帝宸翰、明治34年3月27日指定[12]
- 白峯寺 9棟（建造物）：平成29年7月31日指定[13]
  - 本堂（附：厨子）[14]
  - 大師堂（附：厨子、棟札1枚）[15]
  - 阿弥陀堂 [16]
  - 行者堂（附：棟札1枚）[17]
  - 薬師堂[18]
  - 頓證寺殿（崇徳上皇殿、本地堂、白峯権現堂、拝殿）（附：棟札7枚）1680年（延宝8年）建立[19]
  - 勅額門[20]
  - 客殿（附：棟札1枚）[21]
  - 御成門（附：棟札3枚）[22]
    - （附指定）勅使門、七棟門

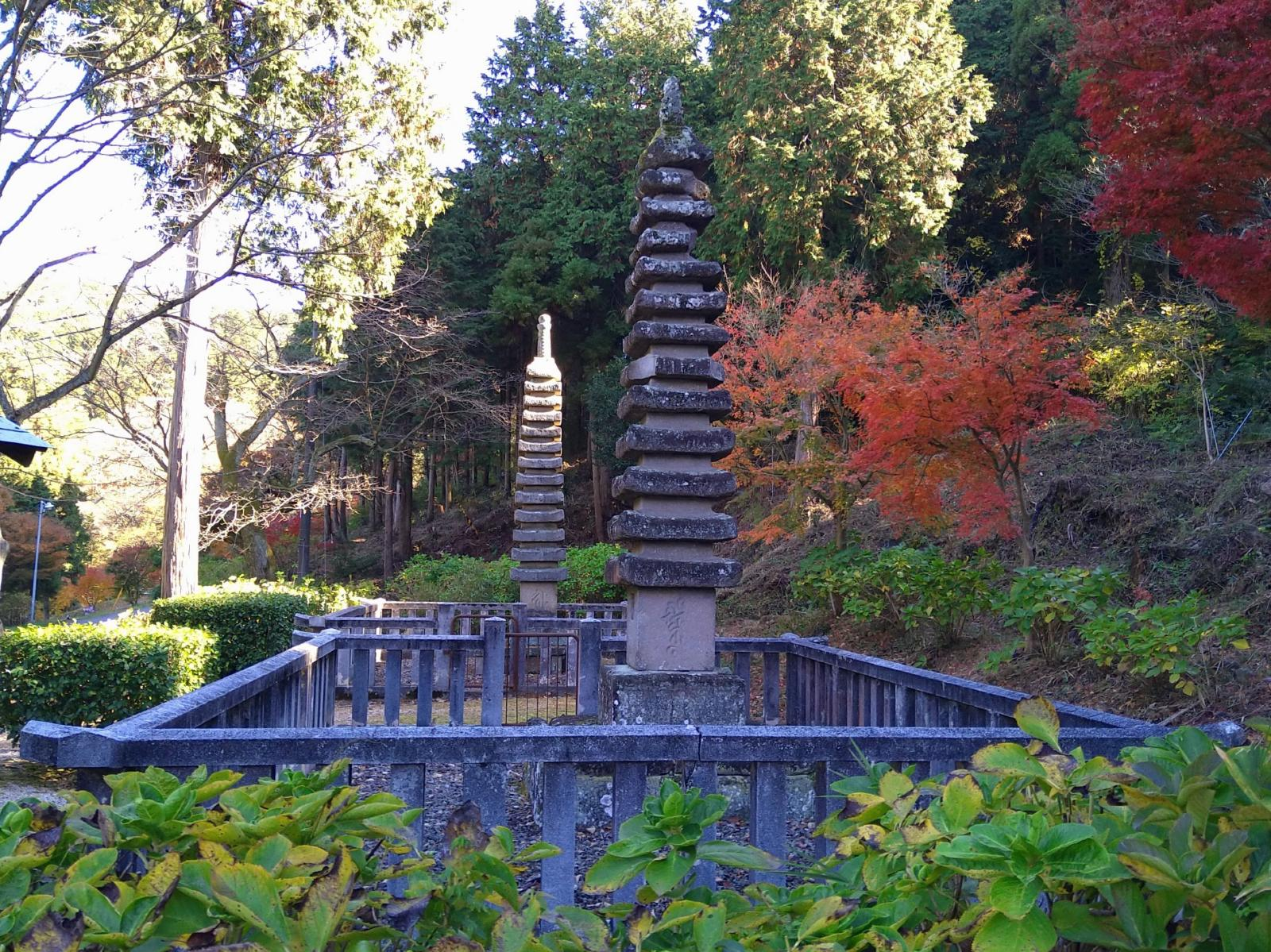
石造十三重塔
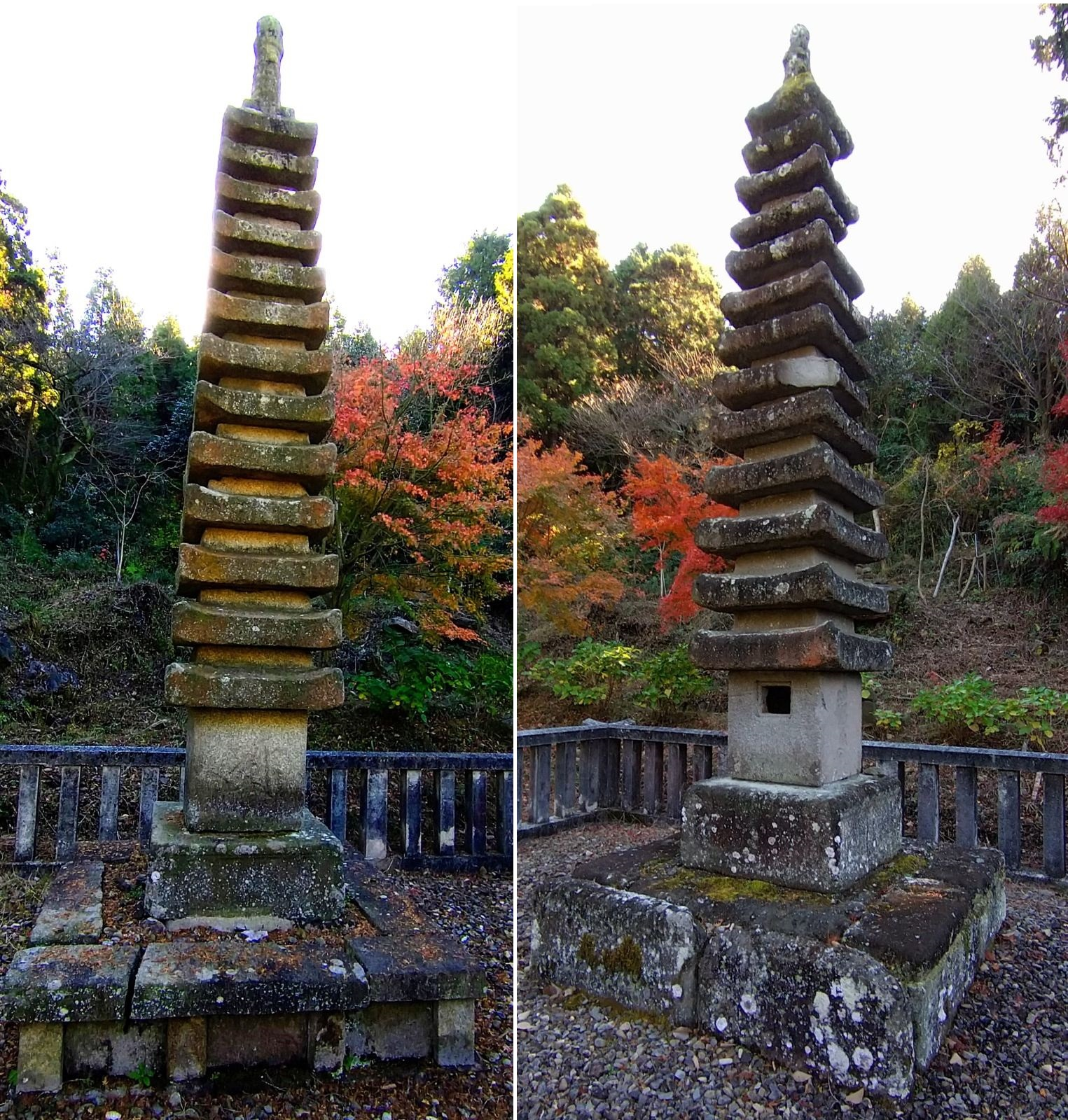
その東塔と西塔
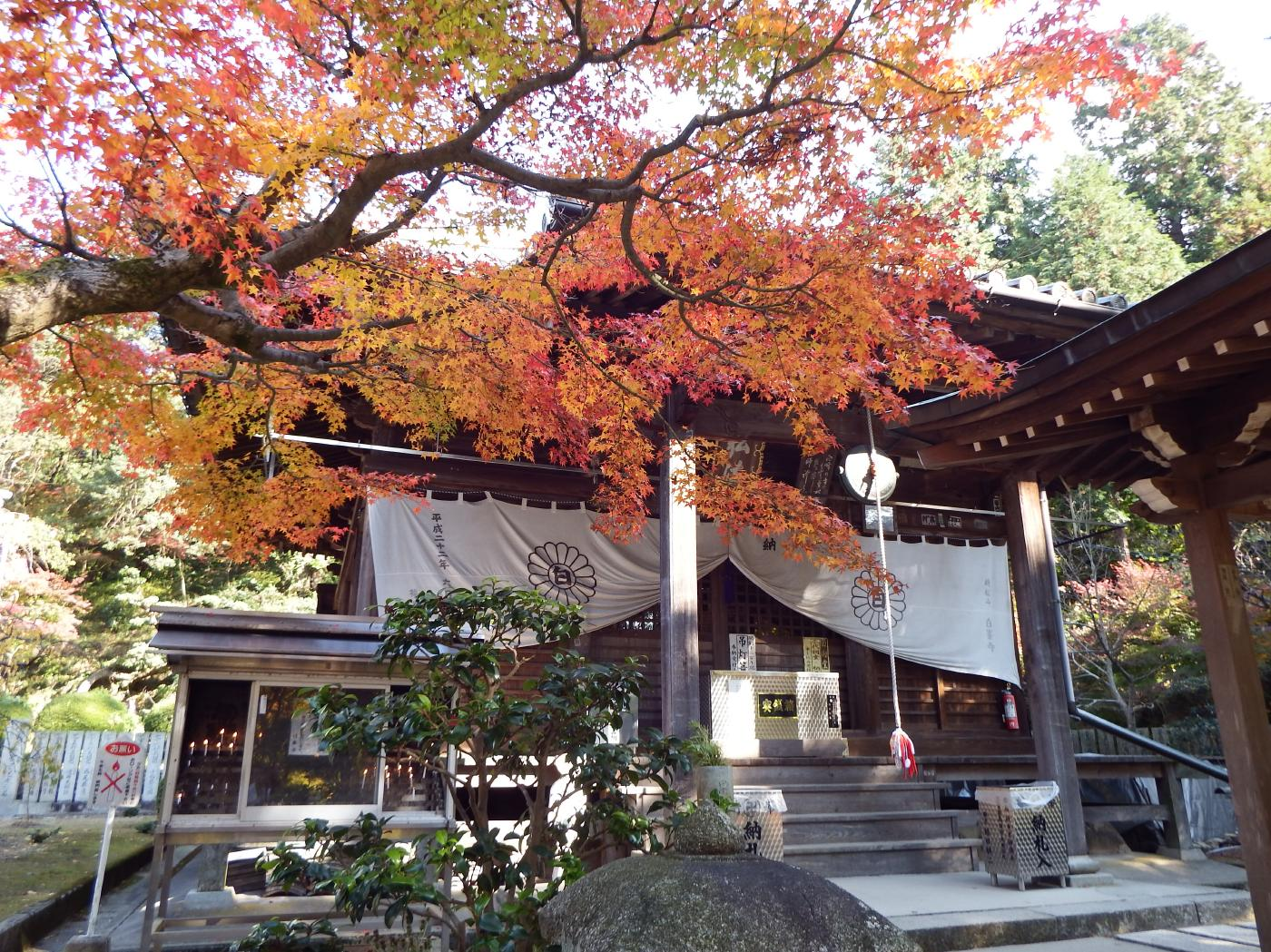
大師堂
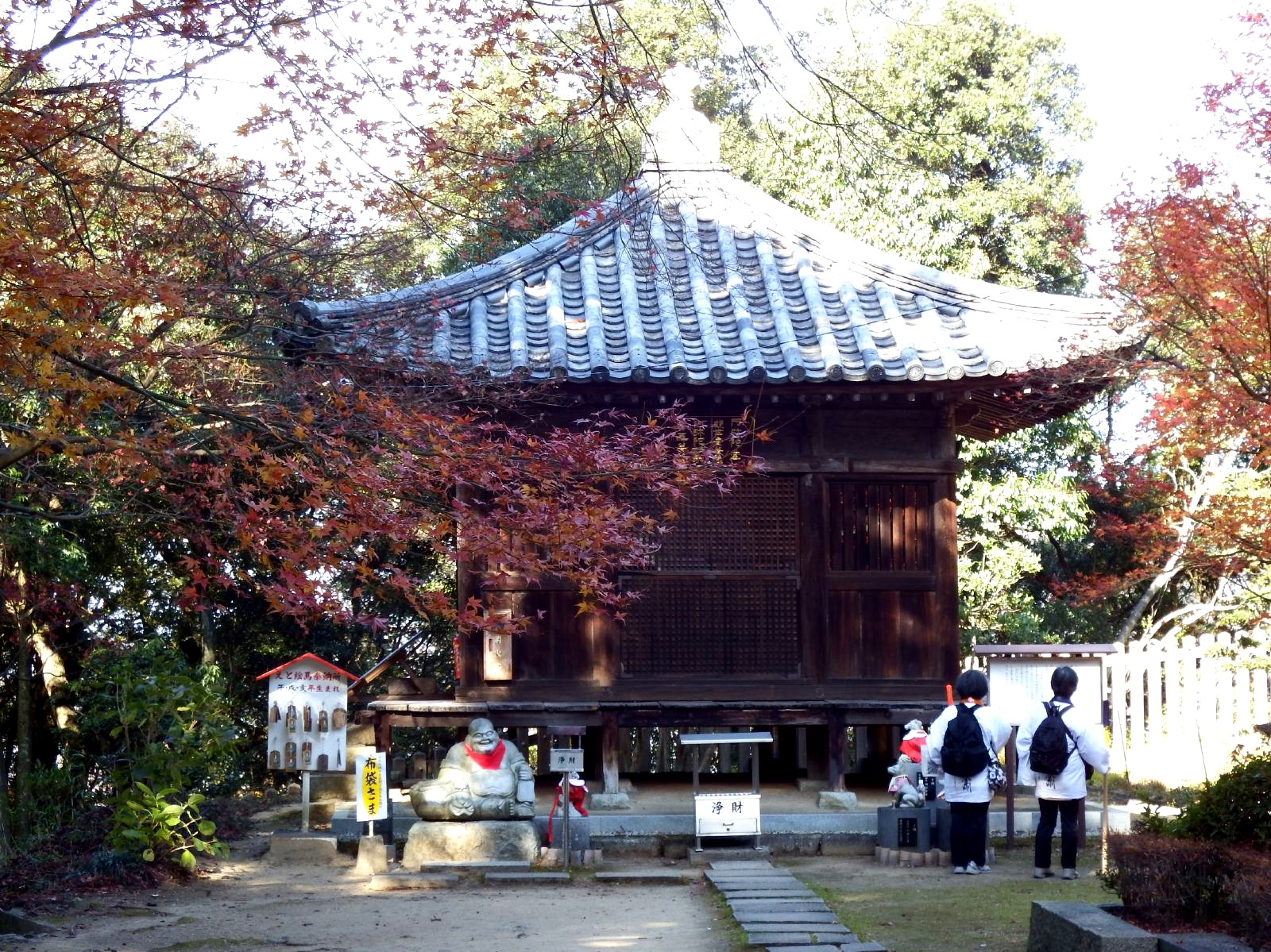
阿弥陀堂
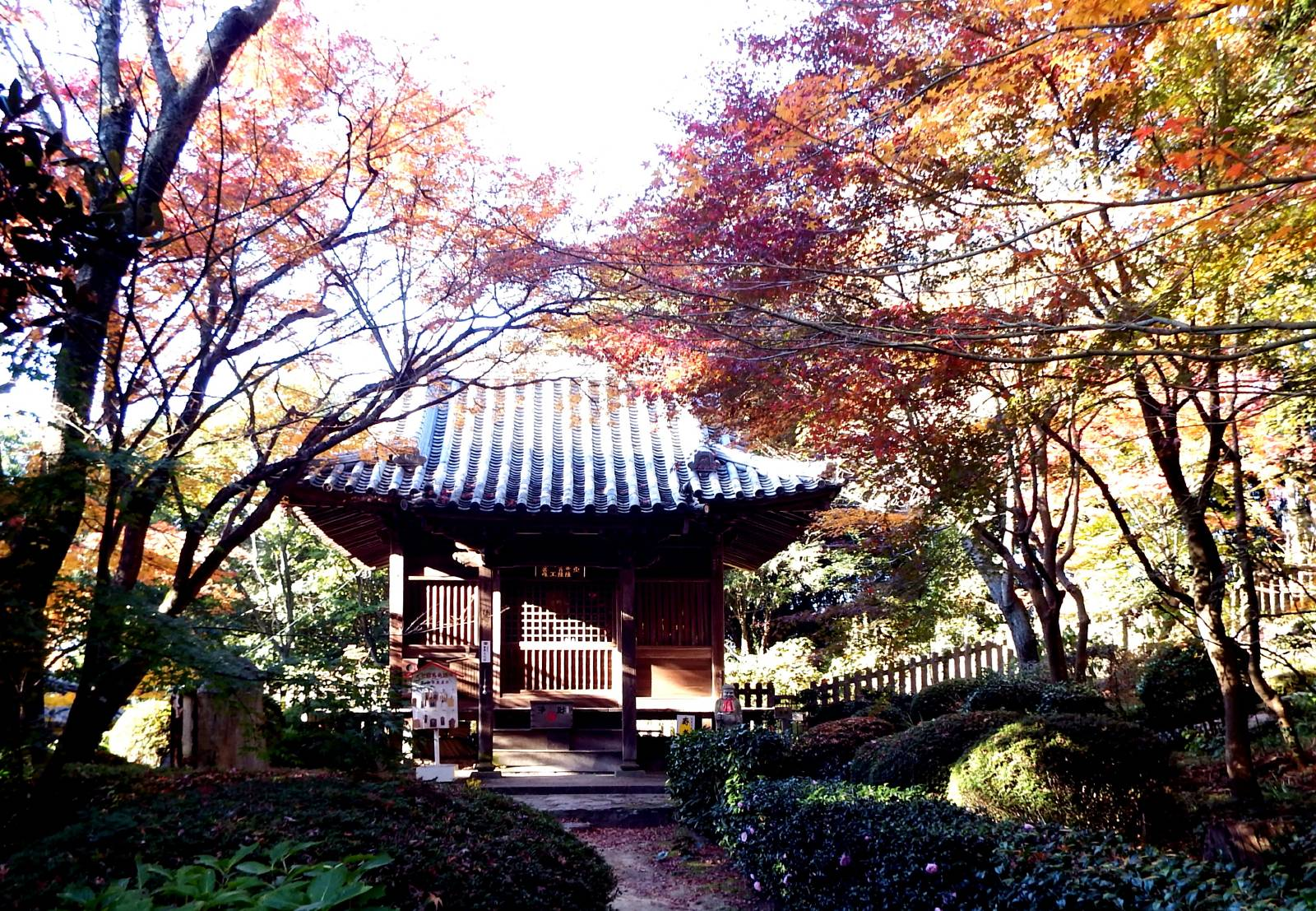
行者堂
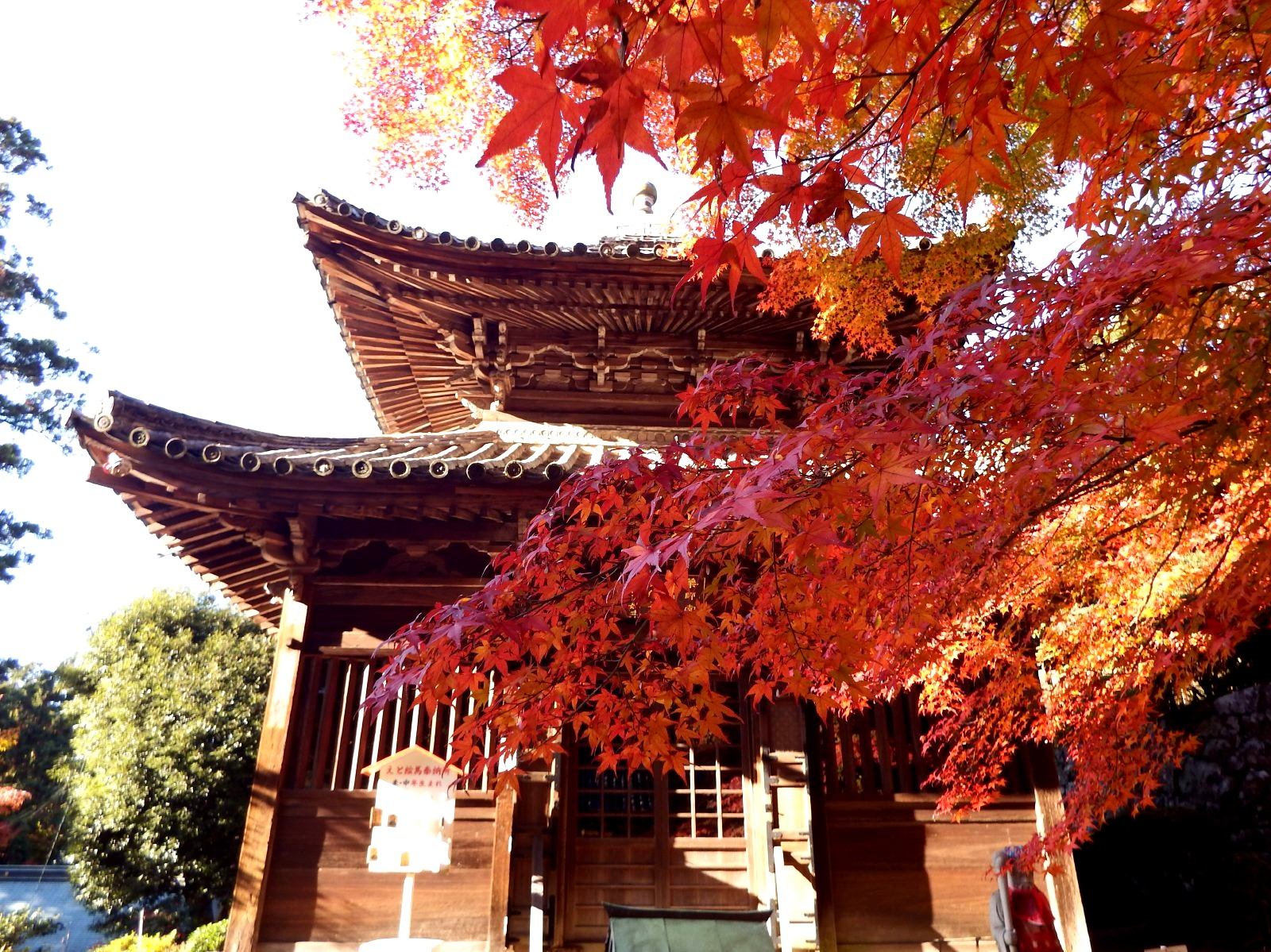
薬師堂
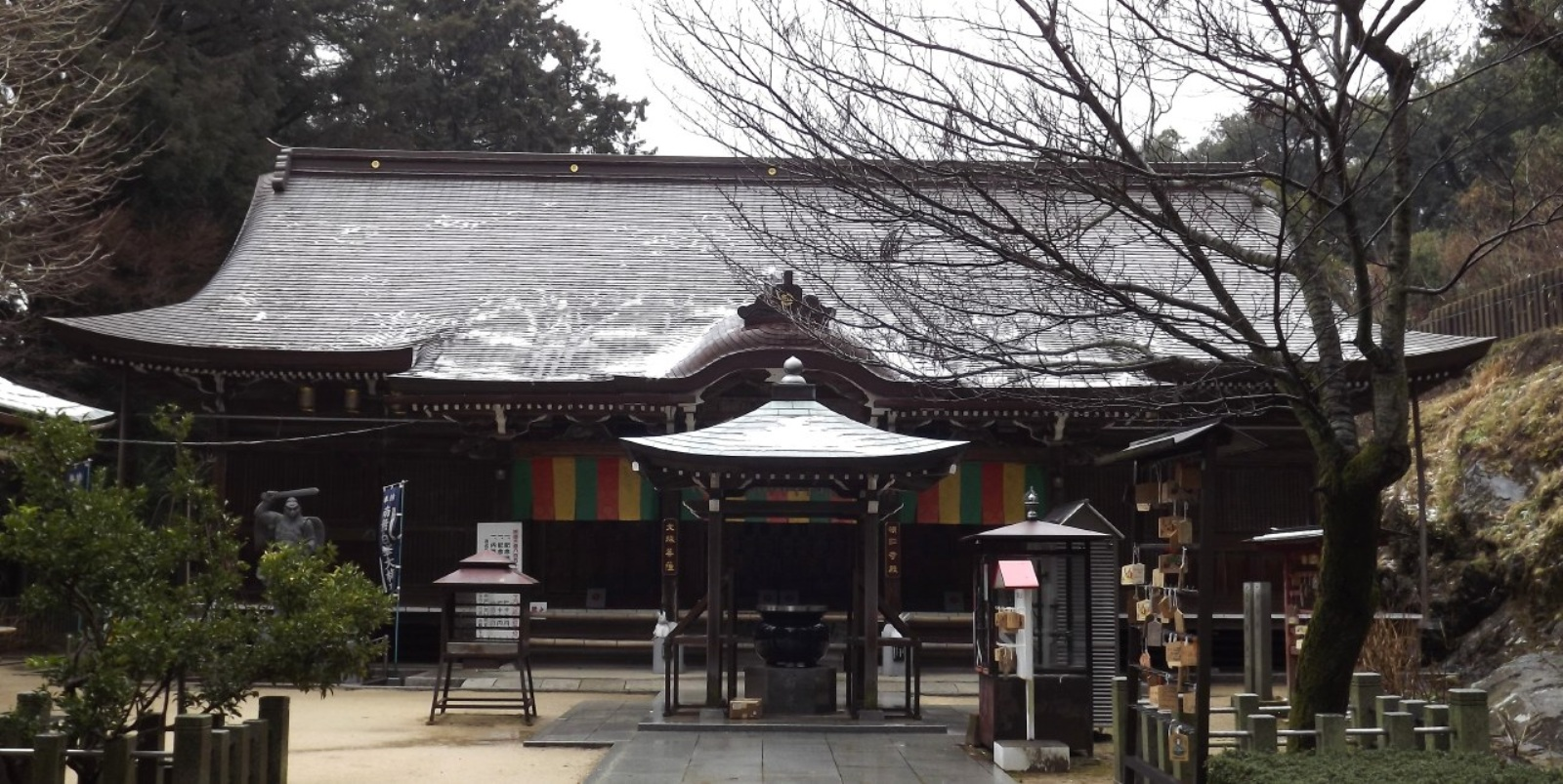
頓證寺殿拝殿
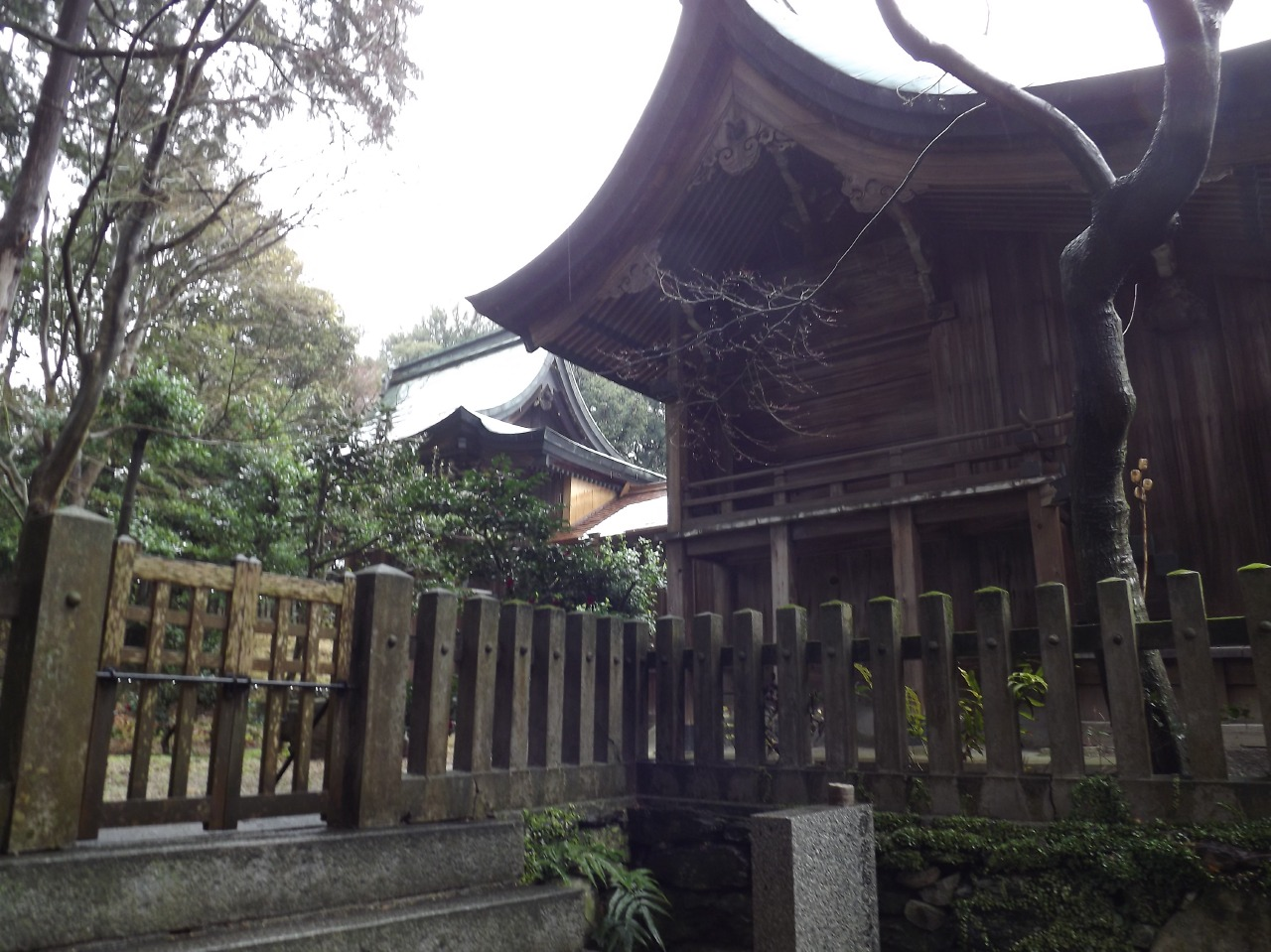
頓証寺殿奥殿
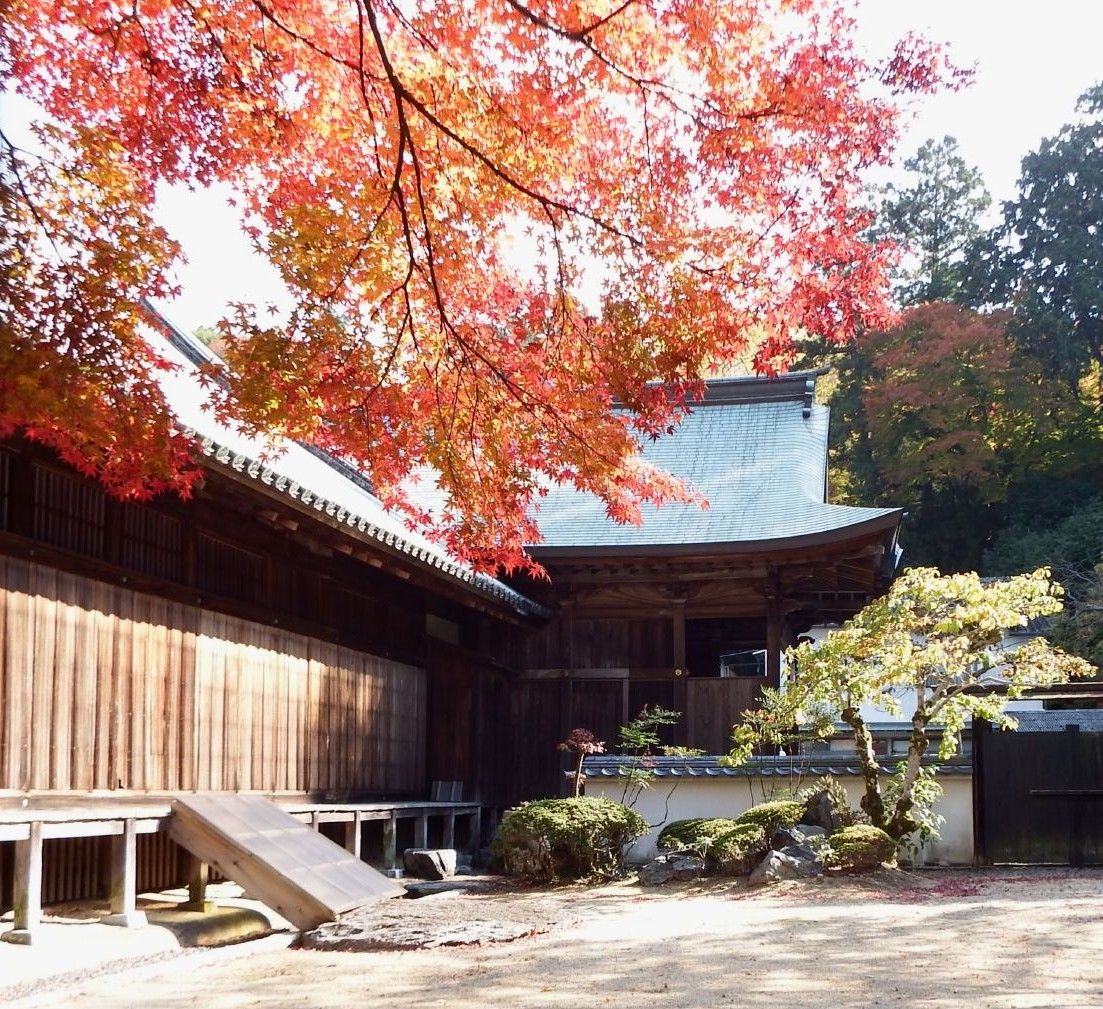
客殿
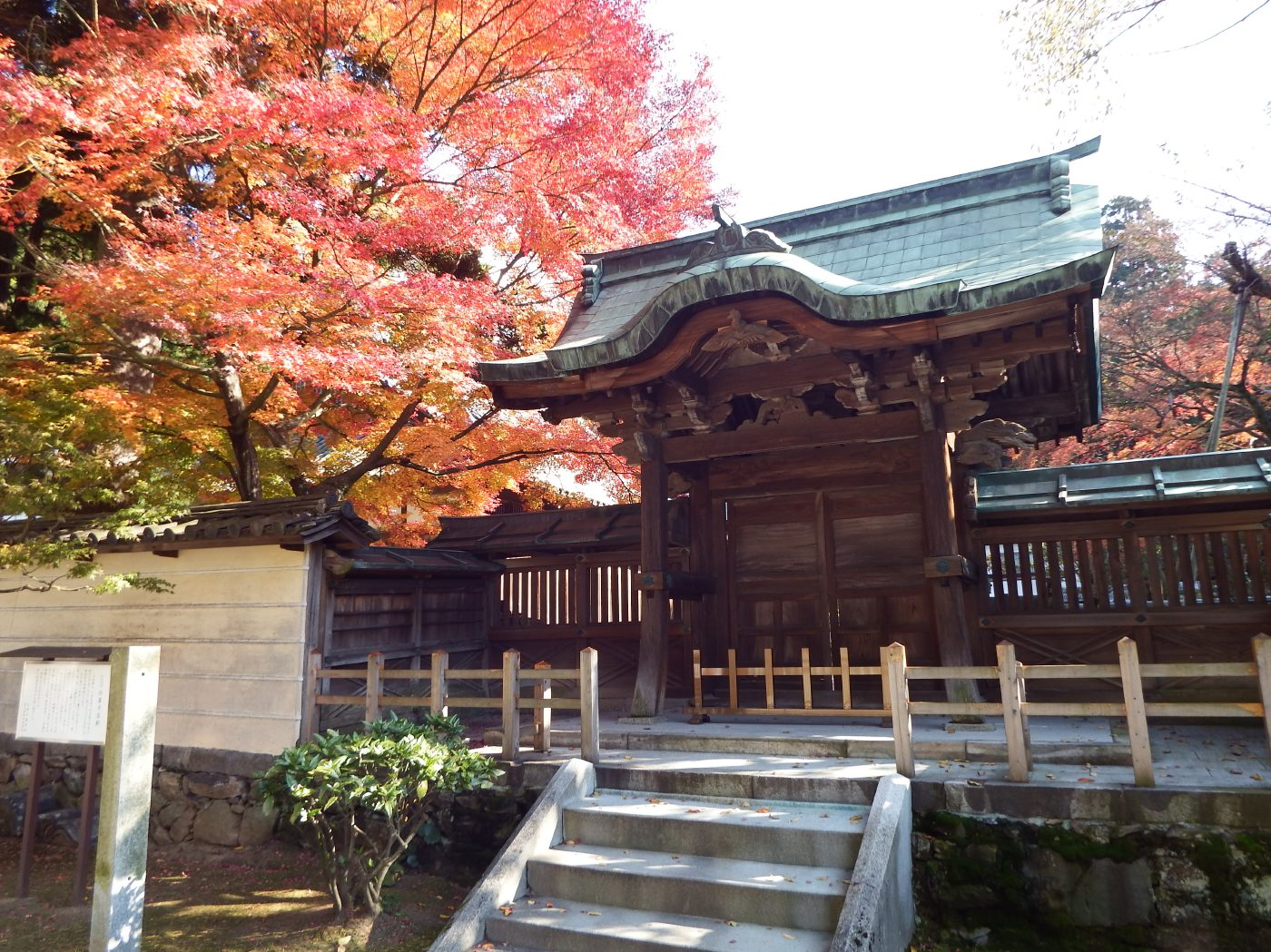
御成門
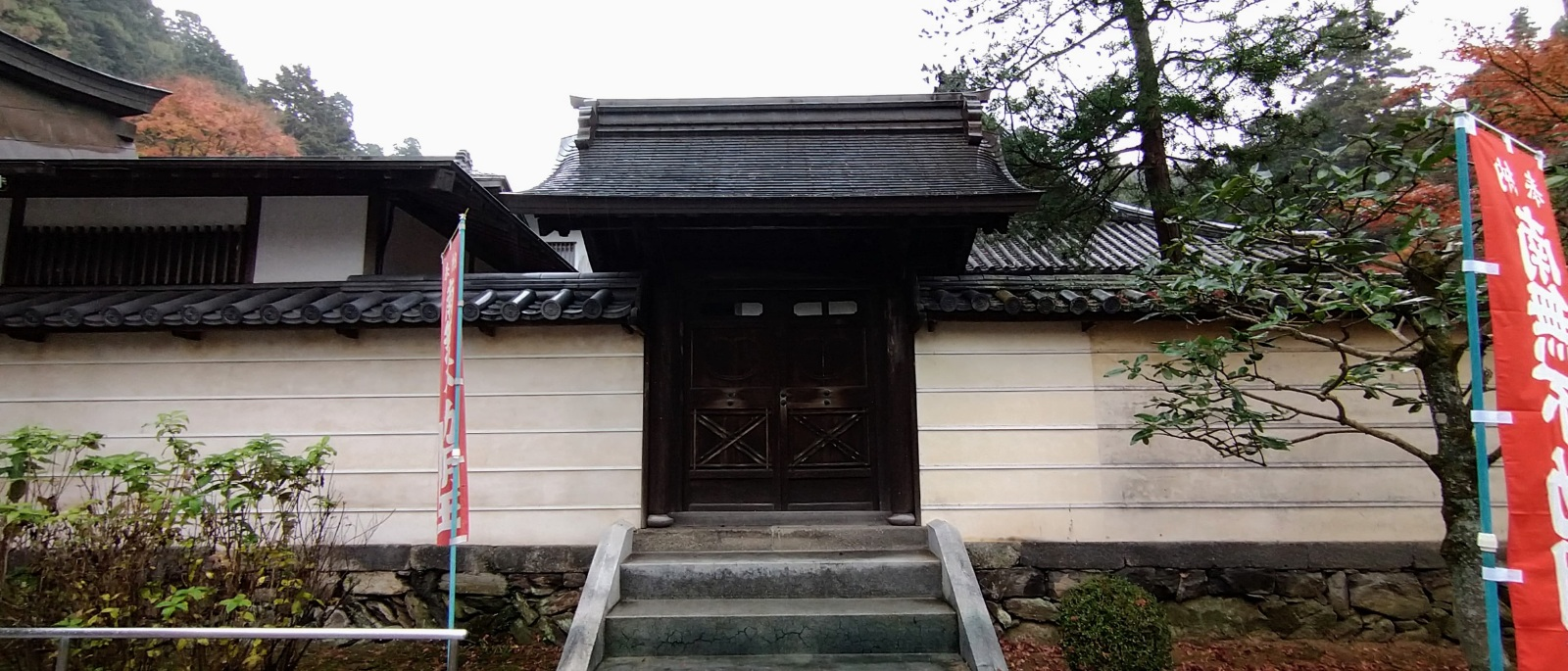
勅使門
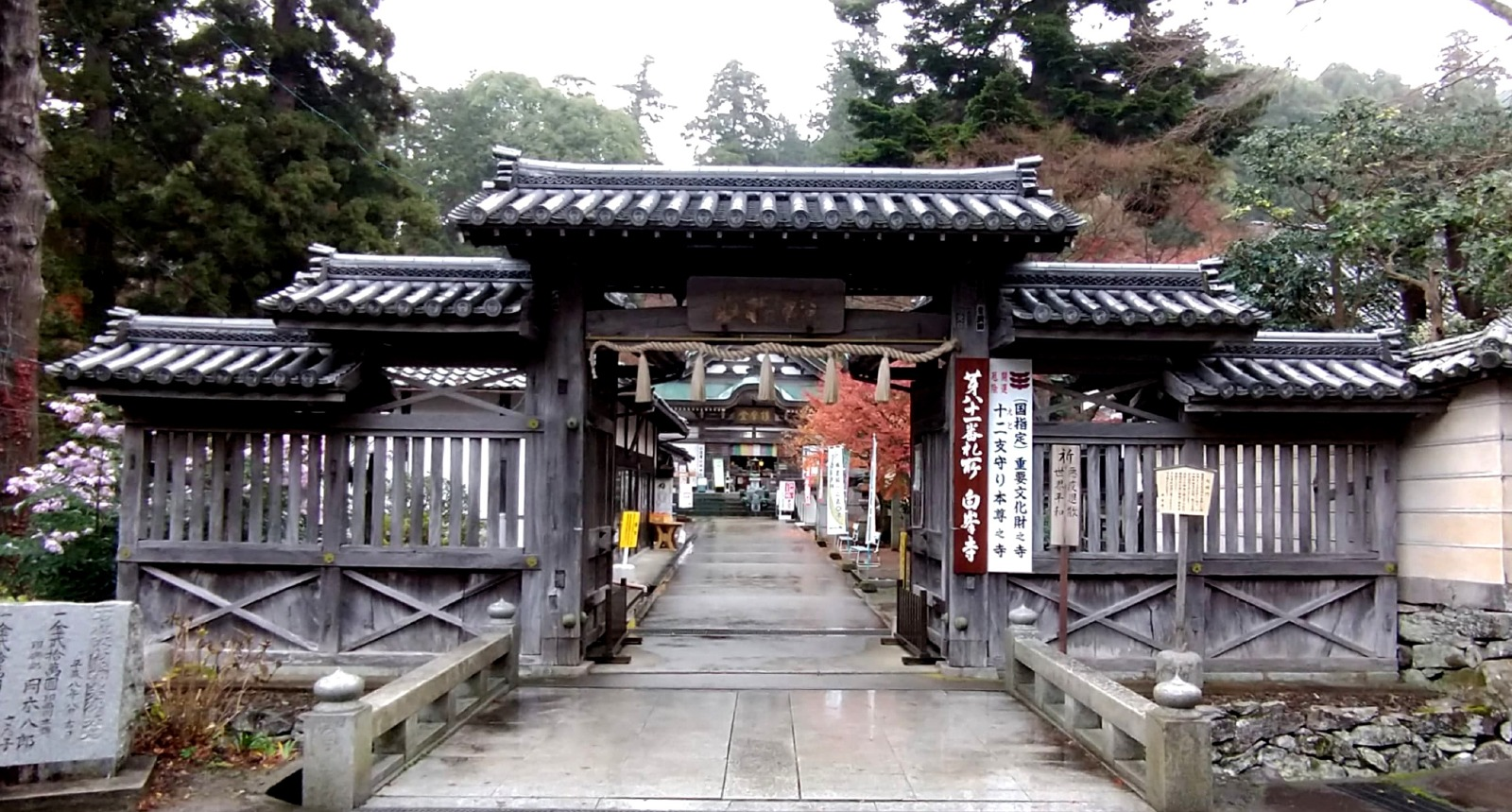
七棟門

史跡
- 讃岐遍路道 根香寺道 - 詳しくは根香寺を参照。

県指定有形文化財
- 木造吉祥天立像：台座も含めて榧の一木造り、像高44 cm、台座6 cm、平安時代作、昭和50年7月31日指定[23]
- 石造笠塔婆（摩尼輪塔）：角礫凝灰岩製、元応3年 (1321) 2月18日密教僧の金剛仏子宗明が建立、境内から遍路道を東へ約0.5 km行った「下乗」石の脇にある。昭和36年6月6日指定[23]
- 五重塔：花崗岩製、高さ2.15 m、客殿の裏庭にある。非公開。白峯陵の源為義の供養塔と類似型。鎌倉時代作、昭和39年4月9日指定[23]
- 石燈籠：花崗岩製の6角形、総高1.9 m、頓証寺殿の拝殿左に建つ。鎌倉時代作、昭和36年6月6日指定[23]

坂出市指定有形文化財
- 生駒近規・一正寄進状 1巻、仙石秀久寄進状 1巻、生駒高俊・藤堂高虎書状 1巻：安土桃山時代作、昭和33年2月21日指定
- 金剛界曼荼羅・胎蔵界曼荼羅：平安から鎌倉時代作、昭和36年11月3日指定[23]
- 十一面千手観音画像：鎌倉時代作、昭和36年11月3日指定[23]
- 十一面観音立像：鎌倉時代作、昭和42年1月10日指定[23]
- 不動明王座像：鎌倉時代作、昭和42年1月10日指定日指定[23]
- 紺紙金泥妙法蓮華経：平安時代作、昭和54年11月3指定日指定[23]

香川の保存木
- 白峯寺のモミ：樹高35m、胸高幹周3.5m、昭和54年2月27日指定[24]

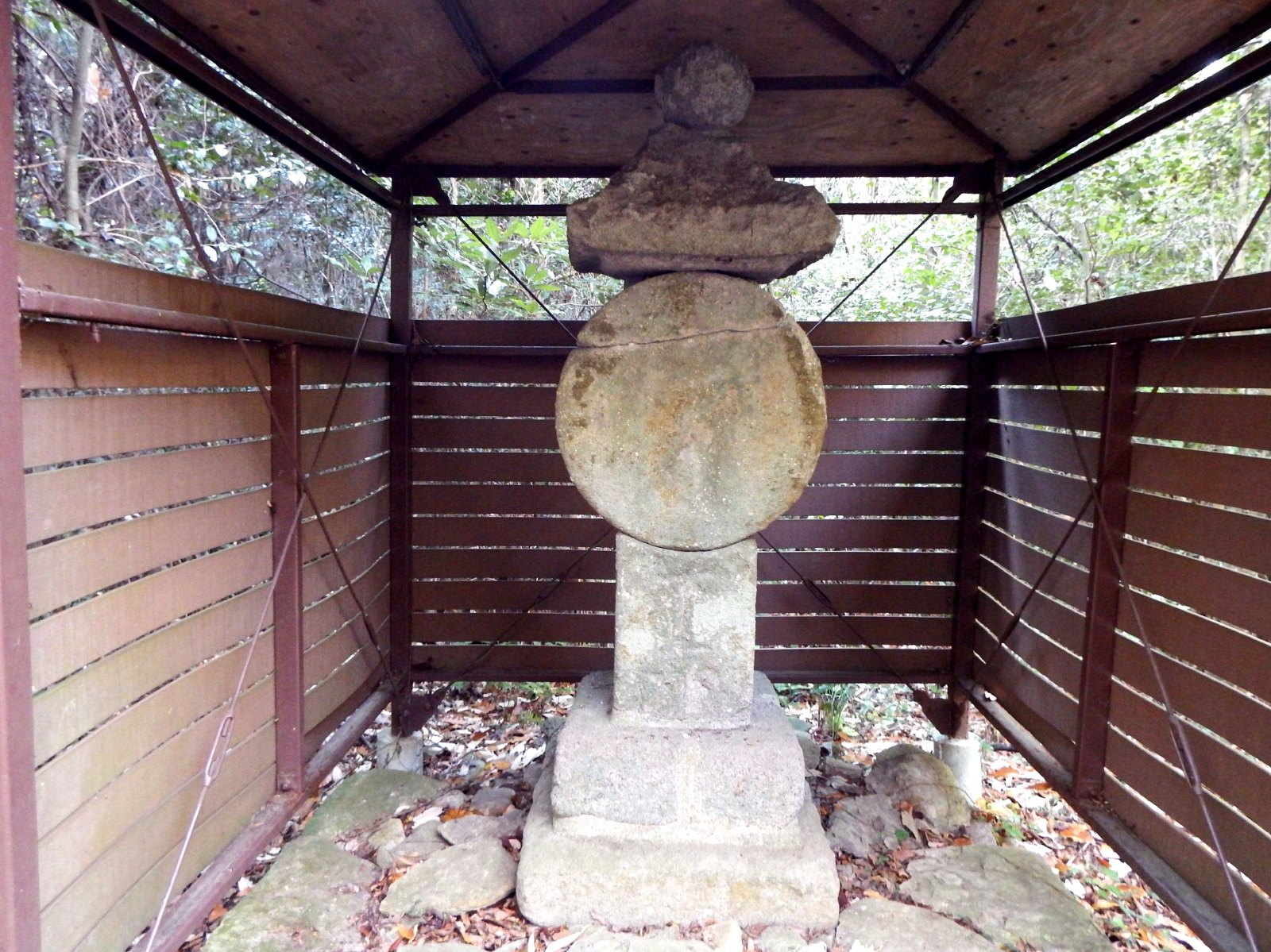
石造笠塔婆
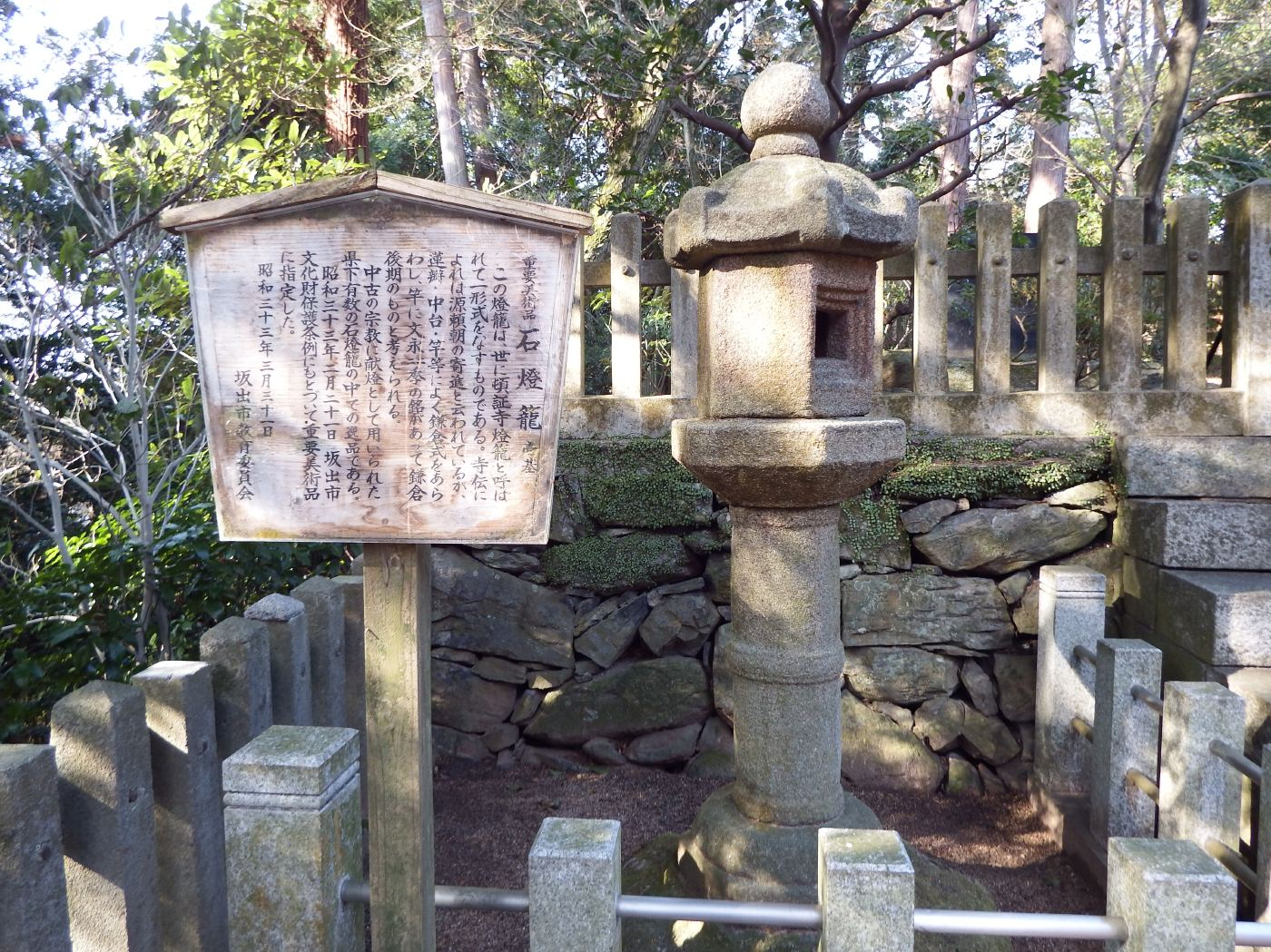
石燈籠
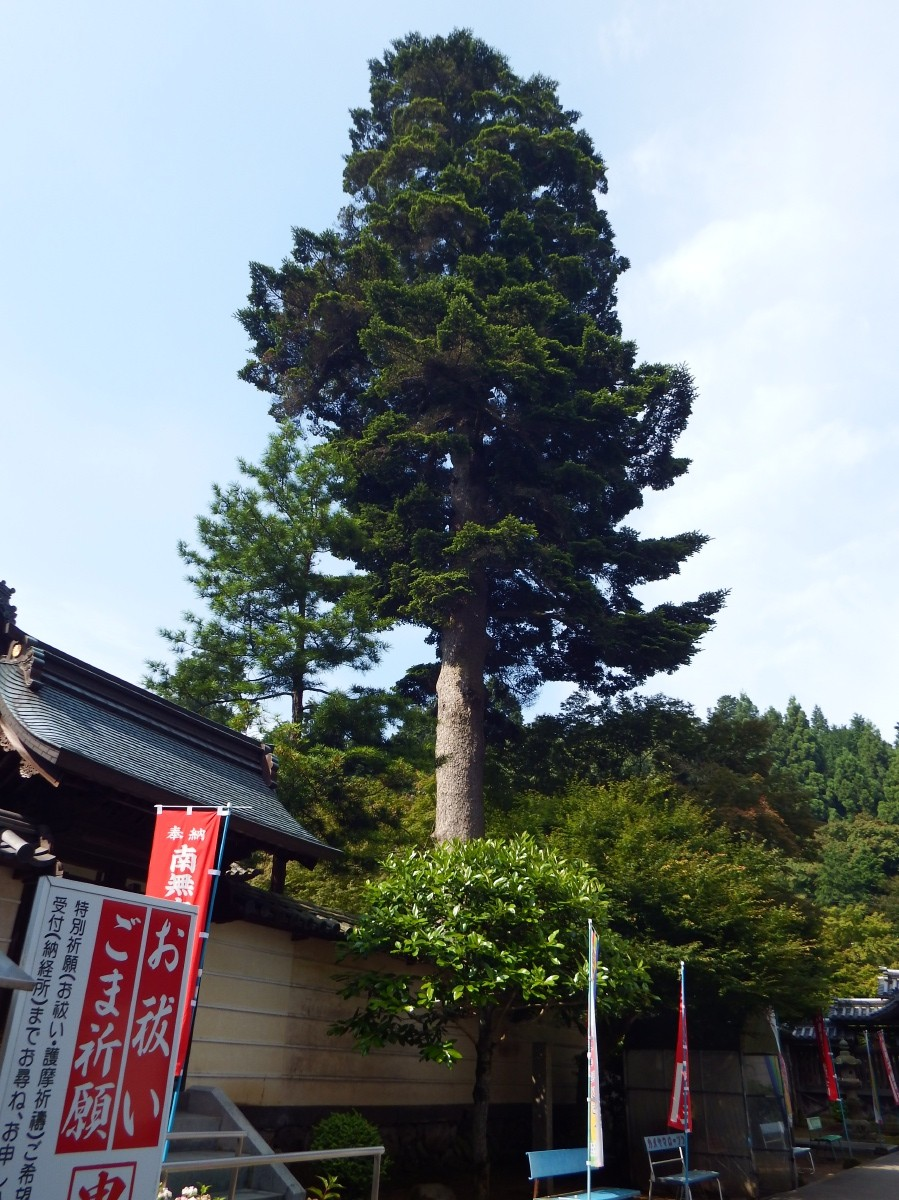
モミ（香川の保存木）

## 年中行事
- 1月1日〜3日 元旦修正会（新年祈祷）：頓証寺殿・護摩堂
- 1月最終日曜日 正月大護摩法要（開運火渡り修行）：頓証寺殿前・大般若転読法要：頓証寺殿
- 2月3日 星祭（節分）：護摩堂
- 3月中 十三参り：護摩堂
- 4月最終日曜日 永代土砂加持彼岸法要：護摩堂
- 7月10日に近い日曜日 千日会（本尊千手観音縁日）：本堂
- 9月21日 崇徳天皇御正宸祭：白峯陵
- 11月中 七五三参り：護摩堂
- 11月第2日曜日 大般若お加持法要：頓証寺殿
- 12月22日 星祭（冬至）：護摩堂※閏年は21日
- 大晦日 除夜の鐘（干支の土鈴を先着で配布）：鐘楼堂
- 1月・4月を除く毎月28日：月例護摩祈願・供養（不動明王縁日）：護摩堂

## 交通アクセス
鉄道
- 四国旅客鉄道（JR四国）予讃線 – 鴨川駅 (9.9 km)
- 四国旅客鉄道（JR四国）予讃線 – 坂出駅 (12 km)

道路
- 一般道：県道180号線 白峰パークセンター (0.4 km)
- 自動車道：高松自動車道・瀬戸中央自動車道 坂出IC (11.9 km)
- 自動車道：高松自動車道 高松檀紙IC (18 km)

## 前後の札所
四国八十八箇所
遍路道（徒歩）：80 讃岐国分寺 --(6.5 km)-- 81  白峯寺 --(5.0 km)-- 82 根香寺
車道：80 讃岐国分寺 --(13 km)-- 81 白峯寺--(8.0 km)-- 82 根香寺

## 当山周辺の霊蹟
遍路道（根香寺道）を境内から奥之院の方向へ
- 下乗石・摩尼輪塔（46丁付近、なお、七棟門の山門前が50丁となる）

ここから先は聖地であるゆえどんな高貴な者でも乗り物からおりて自分で歩いて参拝しなさいという印。
根香寺に向かう遍路道である根香寺道の途中に摩尼輪塔と笠塔婆形下乗石があり、坂出方面からの参道途中にある白峰展望台付近の広場の中心に笠塔婆形下乗石と一ノ門の裏に摩尼輪塔型下乗石がある。根香寺道途中にある古い摩尼輪塔（県文化財）は小屋で覆い保存し、隣には天保7年3月（1836年）に高松藩が建てた由緒を背面に刻んだ笠塔婆形下乗石がある。
一ノ門裏の下乗石は元々白峰展望台付近の広場の西側にあったが、塔身が折れ笠石や月輪が落ちていたものを修復し、昭和31年（1956年）5月に寺有山林中に移築したもの。
また旧参道の1つである神谷道沿いにも笠塔婆形下乗石が残されており、現在は上記を含めた全部で5つの下乗石が現認できる。
- 先師墓（45丁付近）

当寺の歴代住職の墓地でフェンスで封鎖されていて立ち入りはできないがおびただしい墓石と石仏を遍路道から臨める。
- 縁結び地蔵

先師墓より奥之院に向けて30 mほど進んだ所から左へ約20 m入る。
- 奥之院・毘沙門窟（43丁付近から左折）

左側に奉献毘沙門天の文字が刻まれた立派な石灯篭があり左折し石畳の道を行くと一対の石燈籠があり、険しい石段を下って行くと覆屋根があり、毘沙門天立像が刻まれた舟形石が岩窟の中に鎮座している。少々崖を下りるため注意が必要、雨天時は足元に更に注意が必要となる。※徒歩のみ  白峯寺より約15分 。
また近くに無名の滝があり滝音が聞こえる。
- 閼伽井（34丁付近）

奥之院への分岐からさらに進むと少し開けた所が道脇の右側にある。遠い昔から枯れることなく湧き出ており、傍らに丁石と大師石像がある。
- 十九丁

白峯寺へ2.7 km、根香寺へ1.9 km、国分寺へは一本松を経て5.1 kmで三札所の三叉路にあたり、国分寺から当地へ上がる道は険しかったので、天皇寺から白峯寺を打ち根香寺を打って当地へ打戻り、国分寺へ向かっていた者も多かった。
- 一本松

国分寺から五色台へ上がる遍路道のスカイラインの県道に達する直前100 m手前にあり、水が湧いていたところには修行大師像が建てられ展望台も設置されている。

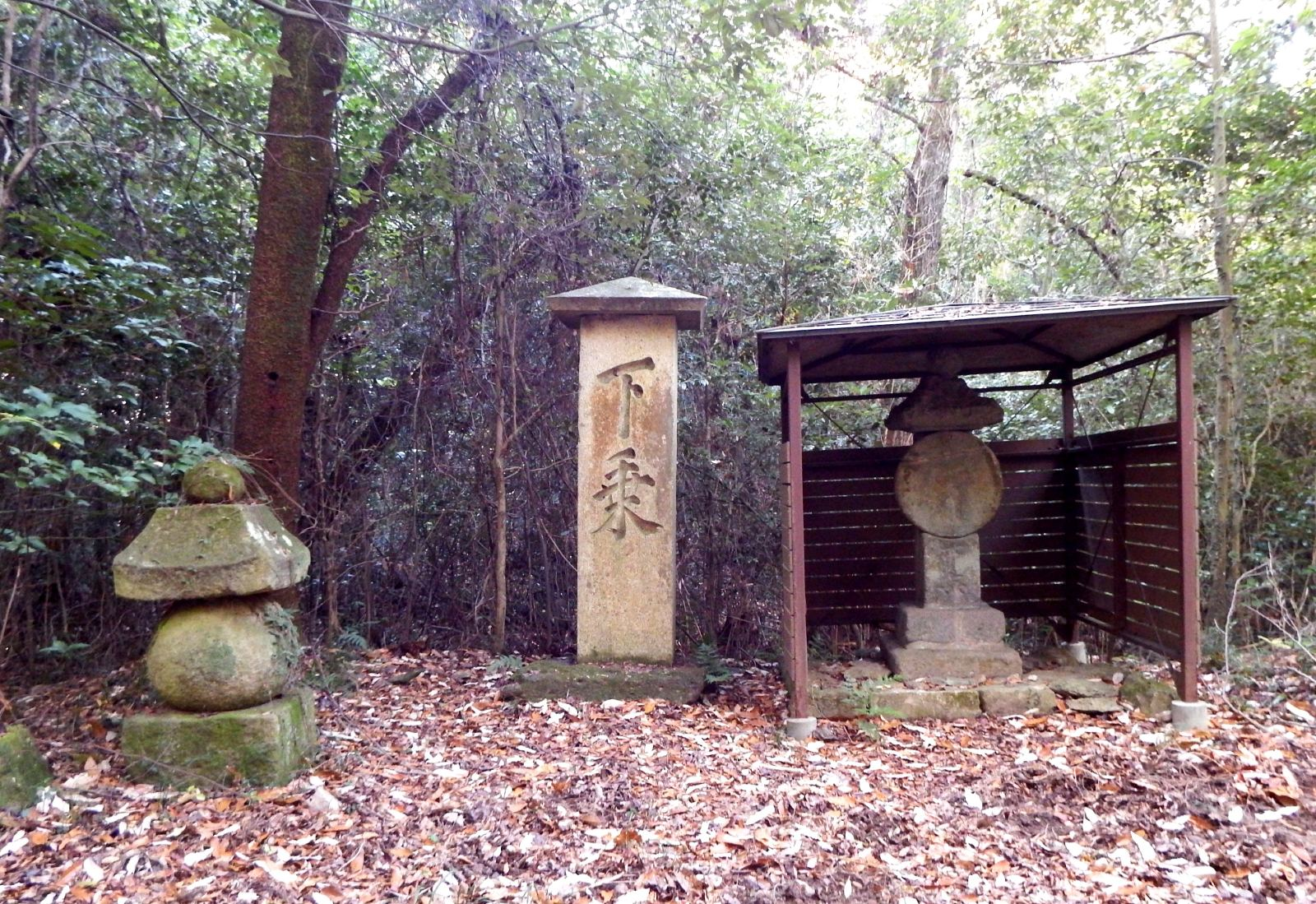
下乗石・摩尼輪塔
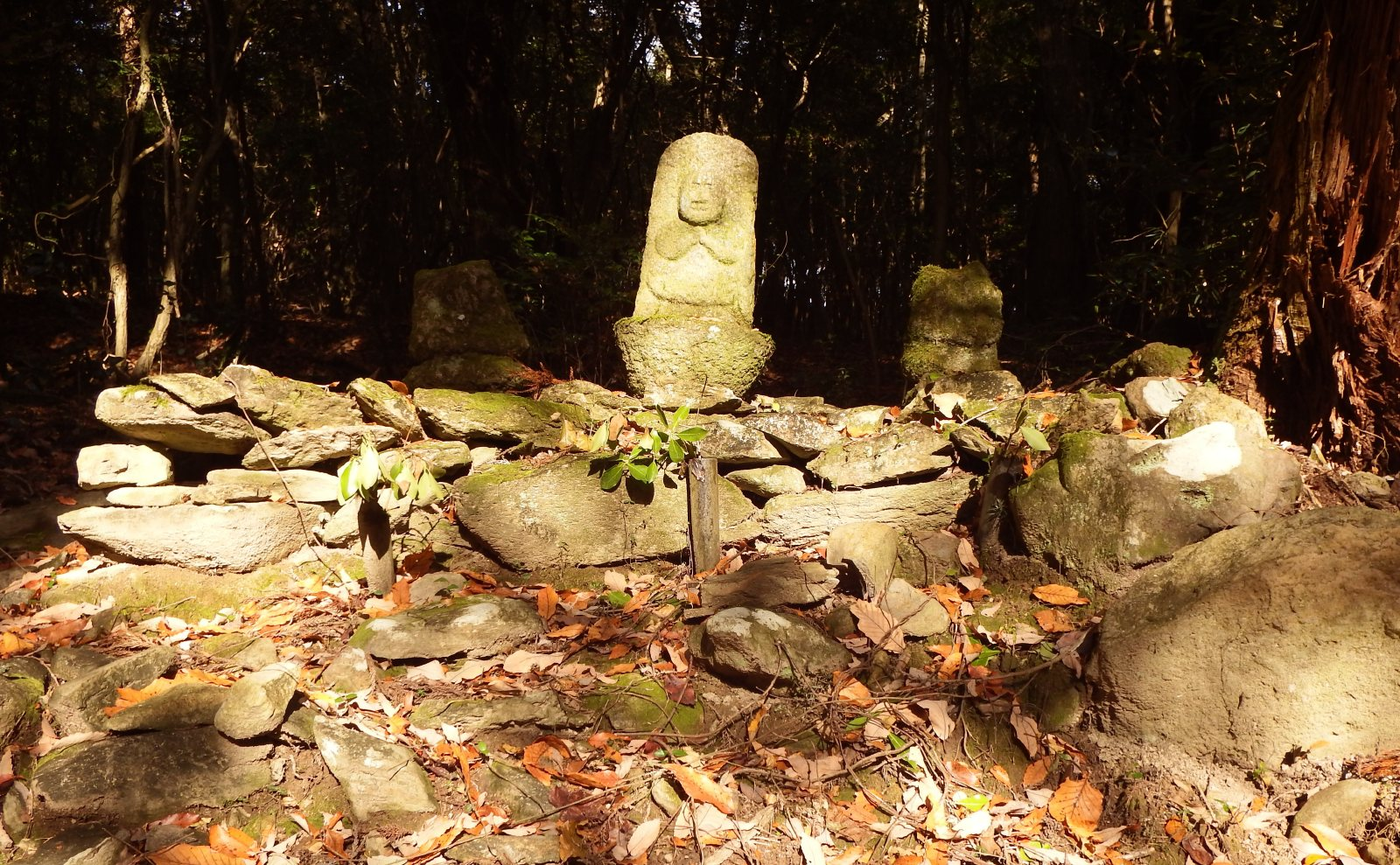
縁結び地蔵
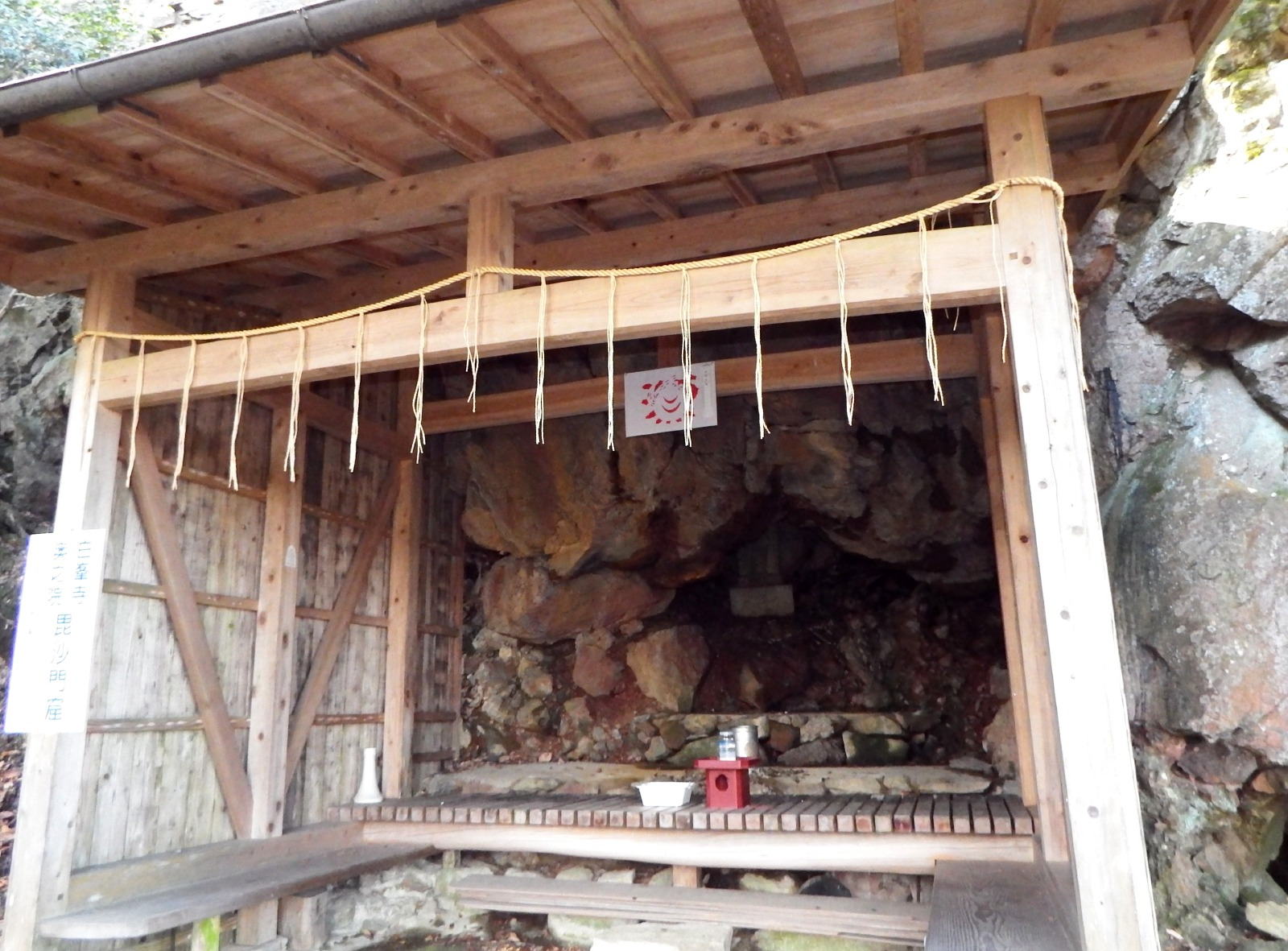
奥之院・毘沙門窟
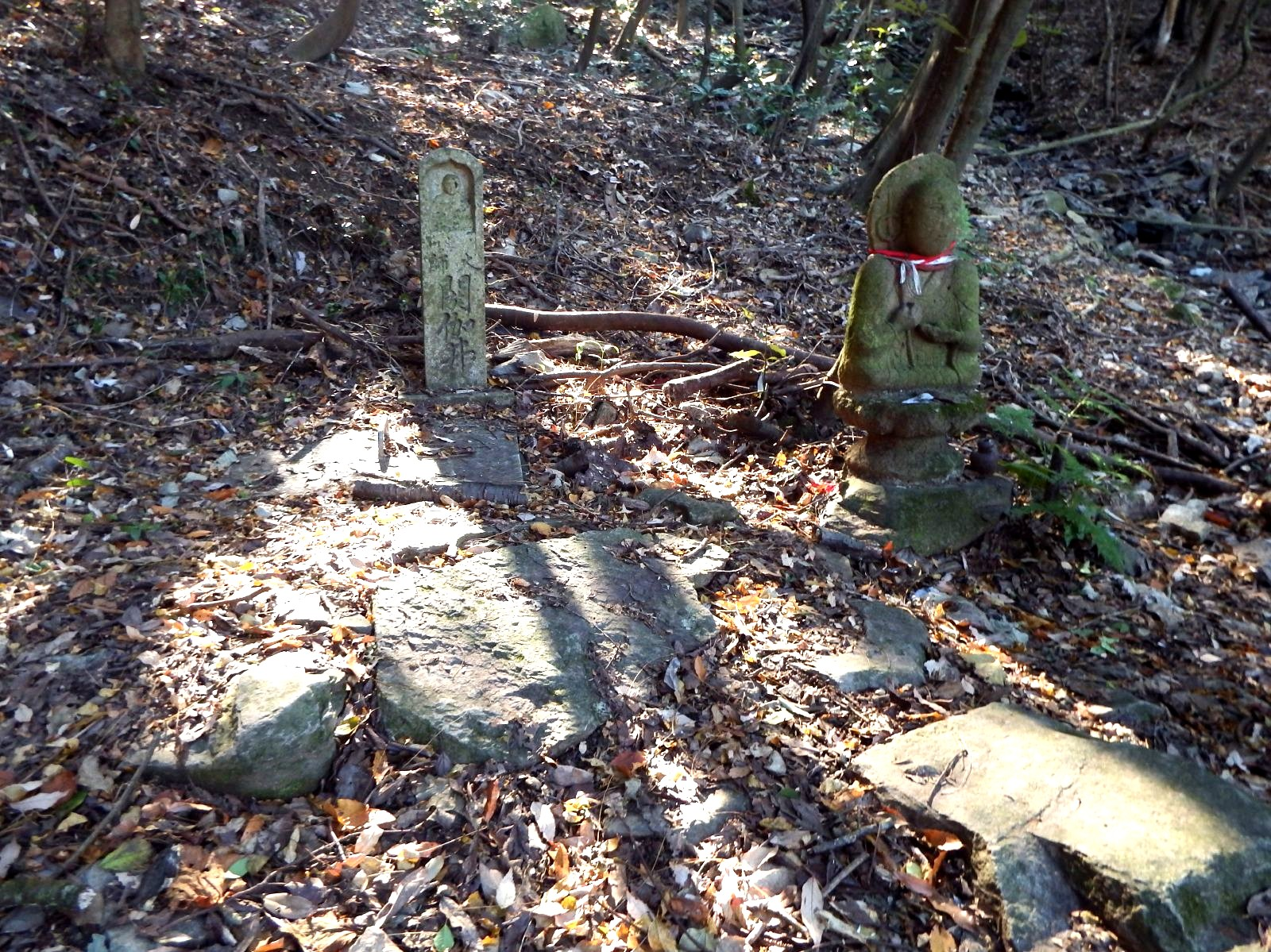
閼伽井
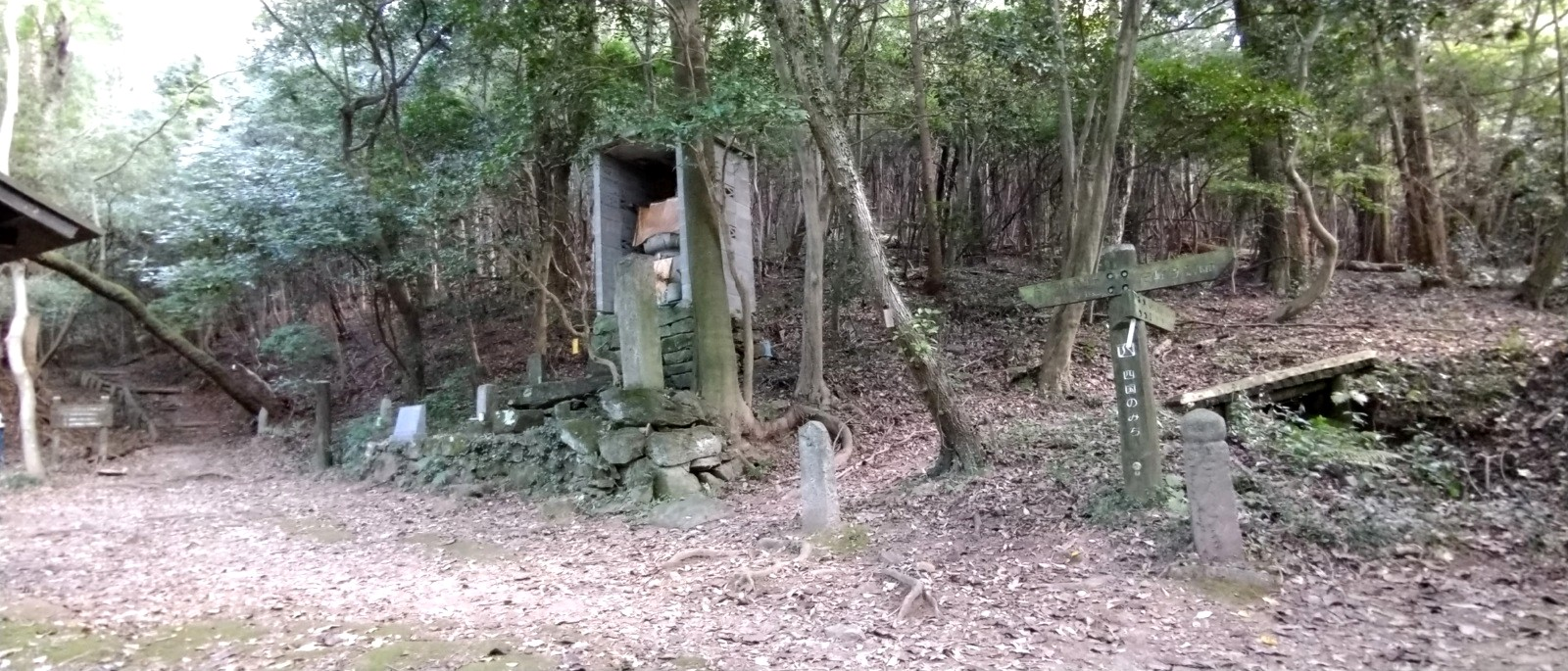
十九丁[注釈 6]
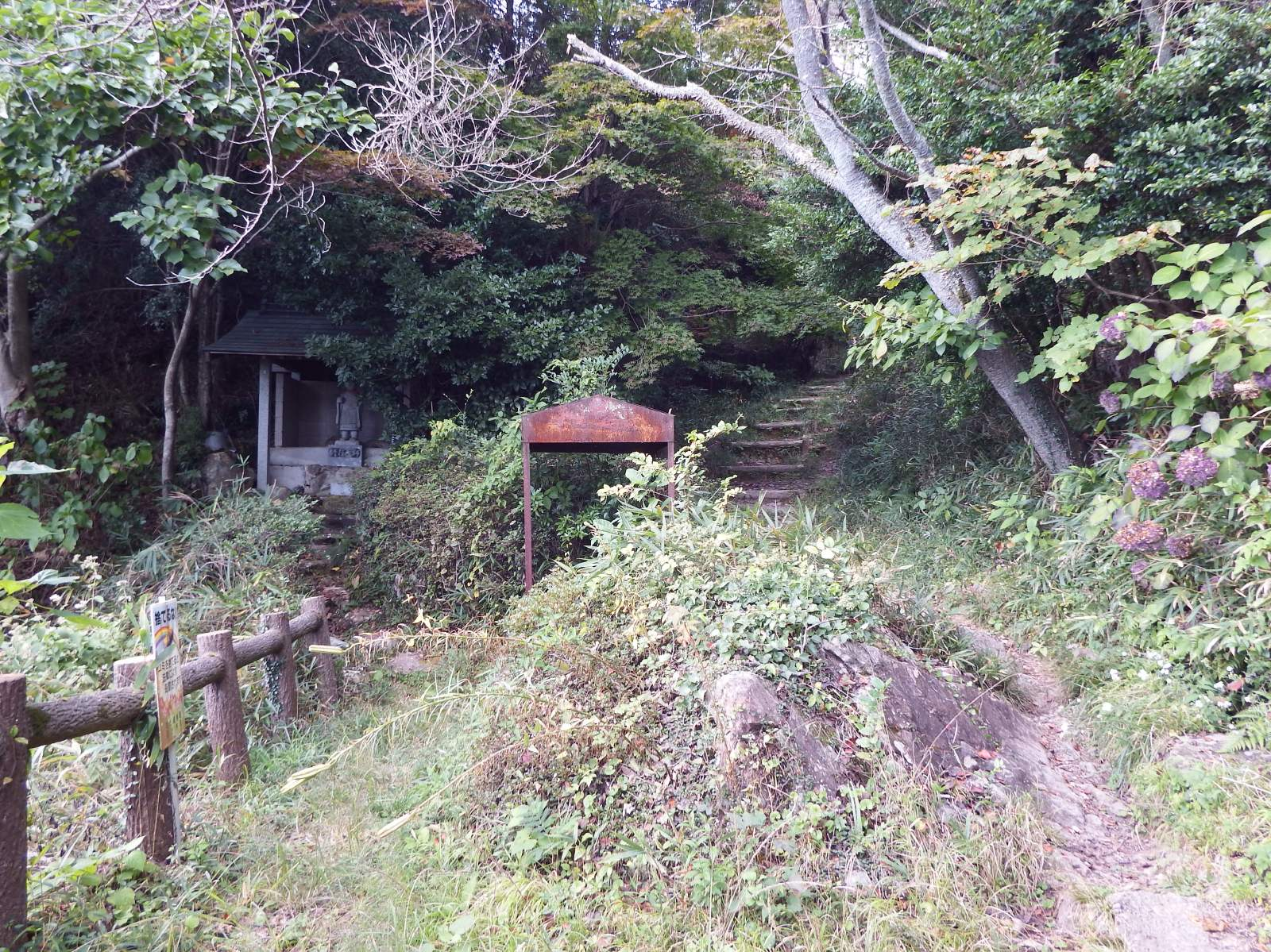
一本松

坂出方面からの参道途中
- 中ノ地蔵（なかんぞう）：3体の石仏は元々高家神社から登る旧参道の1つである高屋道から白峯寺までの中間地点である茶屋の隣にあったが、県道を整備するにあたり、旧参道の1つである青海道から白峯寺に登る大体中程で高家神社と稚児の滝の中間地点付近の県道180号脇に移設された。基部には文化7年庚7月24日建立願主洞林院増明と刻まれている。[27]
- 杓子谷の地蔵と湧水：上記中ノ地蔵の少し上の県道180号脇にあり、今でも少量の湧水がある。石造の大師像1体と地蔵像3体がある。
- 鳥居：高家神社の入り口に石造の鳥居（刻：崇徳天皇）と石燈篭（刻：白峯大権現）が各1基現存するが、これらは元々高家神社より下った坂道の途中にあったが、高屋道の参道を県道として拡幅整備する際に現在の位置に移設された。本来は石燈篭は一対であったが、移設後に倒壊し破棄された[27]。鳥居はここ以外にも現在確認できる範囲で高屋道参道口の側道に一基（刻:崇徳天皇）、林田港付近にあったものを護岸整備の際に青海神社から当寺へ上がる「西行法師の道」の途中へ平成15年5月移設したもの、高松方面からの旧参道である香西西町に現存（石燈篭1対と地蔵祠と共に）のものがある。
- 稚児の滝

白峯寺前を通り白峯陵を通過する青海川の支流で、稚児ヶ嶽より流れ落ち大雨の後は約百ｍの落差の大滝であるが、普段は湿っている程度で水量が少ないため、幻の滝ともいわれる。伝説として、昔このあたりに悪魚が出て困っていた。景行天皇は日本武尊（武皷王とも）と八十八の兵士を派遣し退治したが、魚の毒気に当たった兵士達は倒れてしまった。その時、白峰山から神童が現れ持参した瓶に入った水を飲ますと皆蘇った。その神童が飛び帰ったのが稚児ヶ嶽といい、そこから稚児の滝と名付けられた。

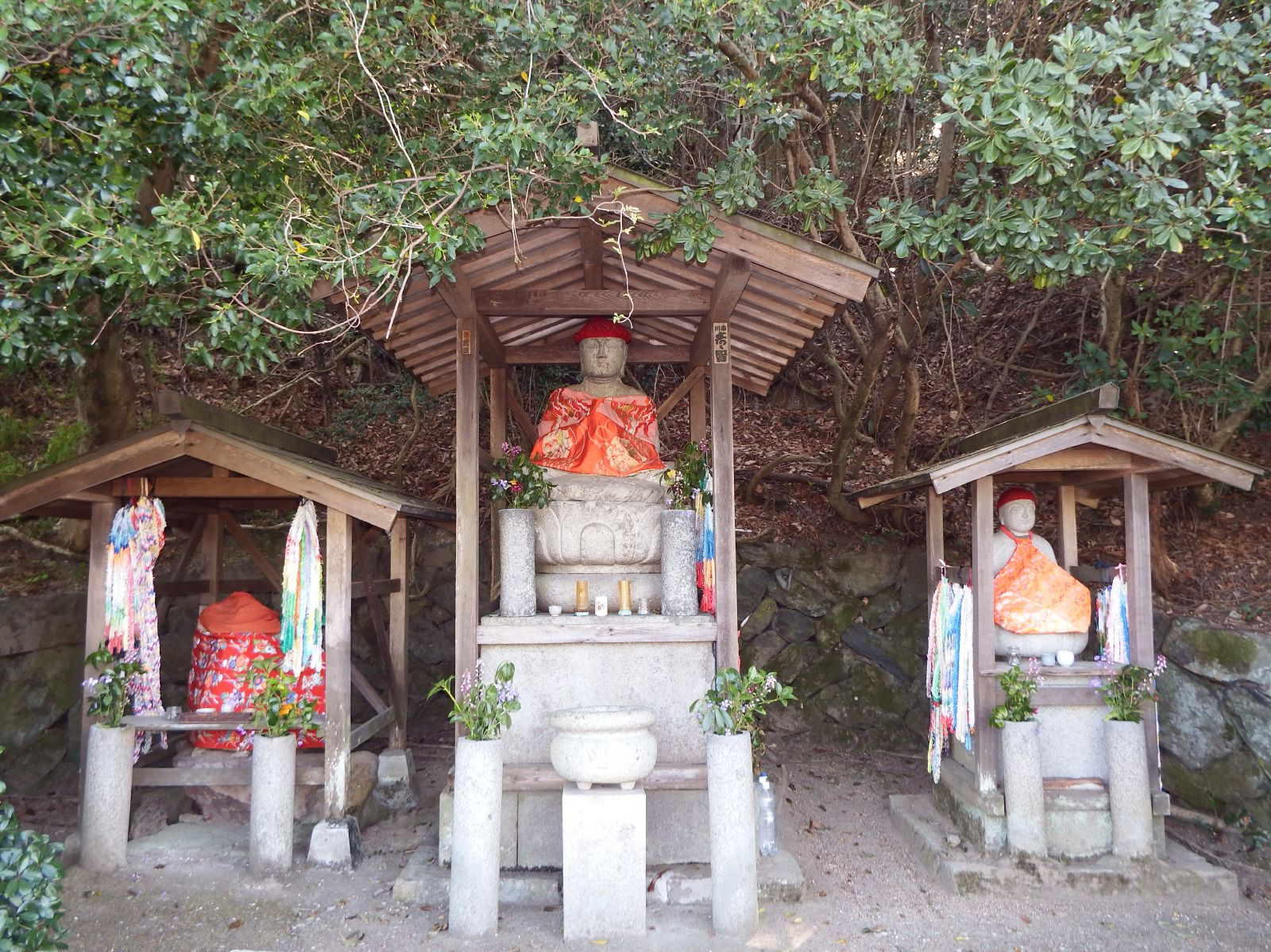
中ノ地蔵
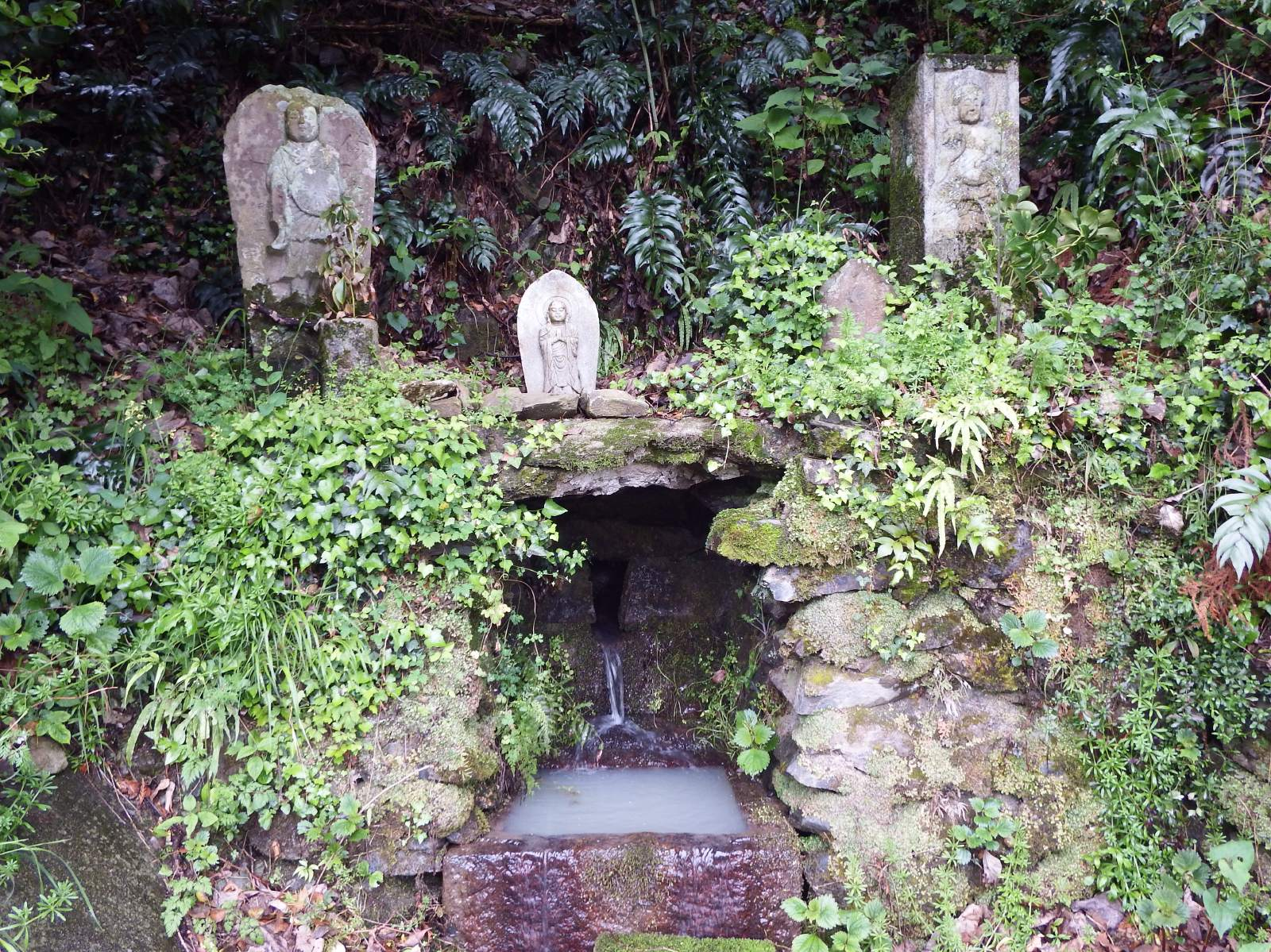
杓子谷の地蔵と湧水
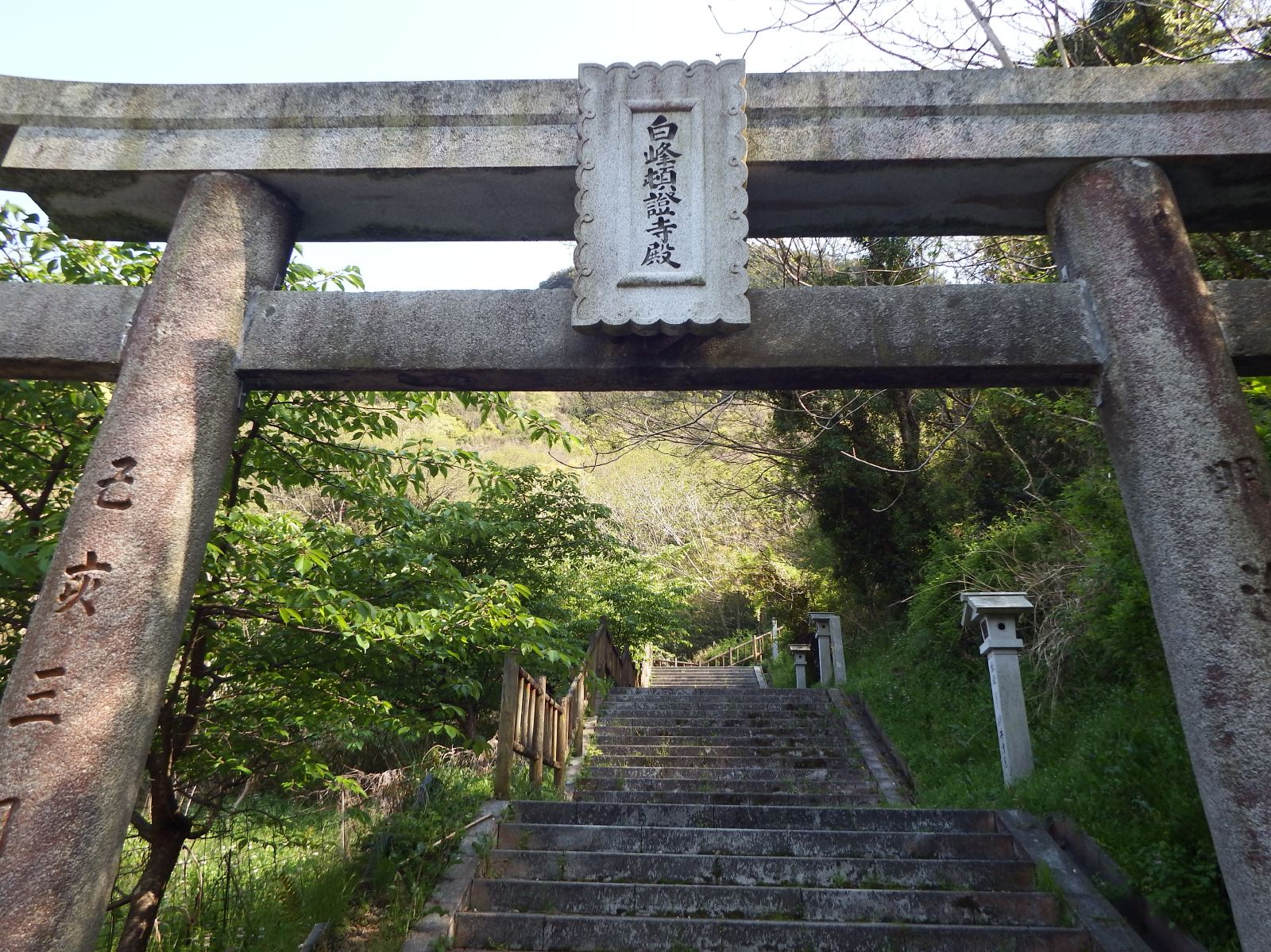
林田港から移設した鳥居と西行法師の道

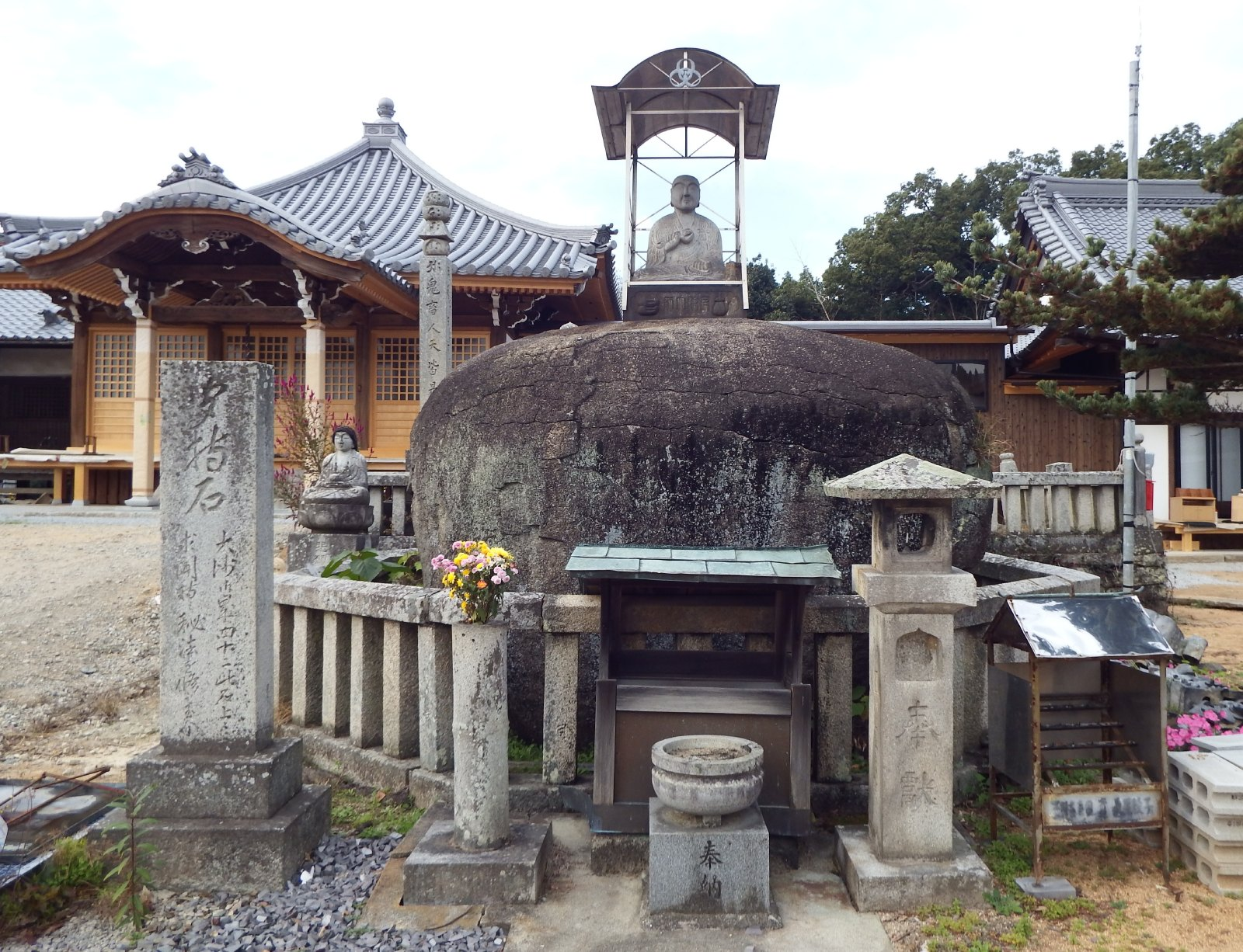
松浦寺の聞持石

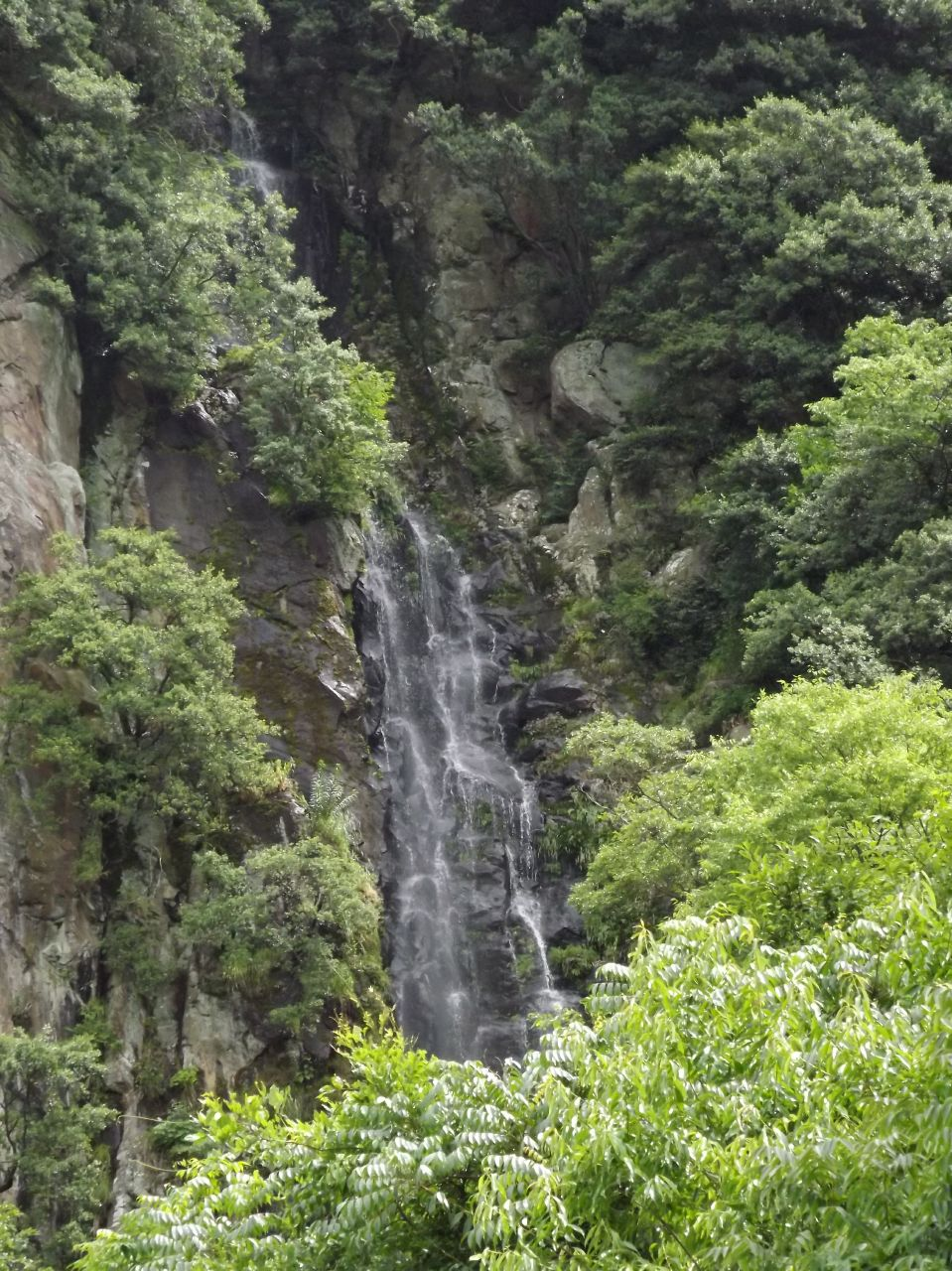
稚児の滝

番外霊場
- 松浦寺遍照院

白峯寺の前札所である。空海が当地に逗留したとき宝珠の形をした巨石が地中から出現したため、閼伽井を掘って仏前に供える水を得て、この岩の上で求聞持法を修した。また、自身の像を作って安置したことから厄除大師として信仰を集めたと云われている。
伽藍：大師堂、阿弥陀堂、十王堂、地蔵堂、毘沙門堂、求聞持石、客殿、本坊（平成29年の解体修理の際に弥勒堂、仁王門は解体された。）
- 所在地：香川県坂出市高屋624 （松浦寺遍照院）

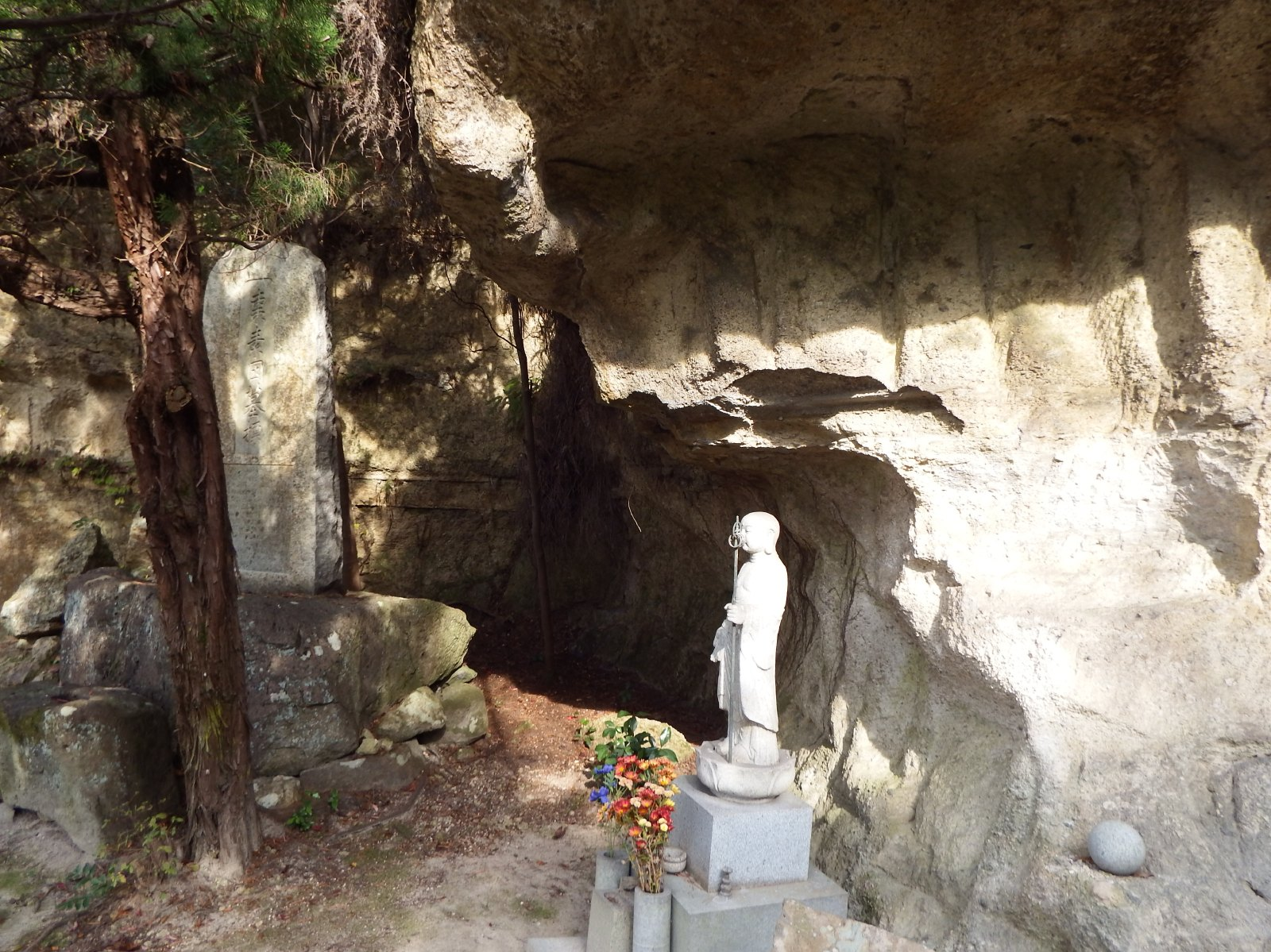
後夜嶽岩屋寺の岩窟

- 後夜嶽岩屋寺（松浦寺遍照院の奥之院）

空海は松浦寺に滞在中に、しばしば当岩山に来て、自ら崖を砕き石窟を造り後夜念踊（夜半から明け方までの勤行）の作法を修めた道場と伝えられている。
- 所在地：香川県坂出市加茂町 （後夜嶽岩屋寺）

周辺にある崇徳天皇の霊跡
- 青海神社：（別名：煙ノ宮） - 祭神は崇徳天皇、藤原璋子[注釈 7]。
  - 所在地：香川県坂出市青海町759 （青海神社）
- 高家神社：（別名：血ノ宮） - 祭神は崇徳天皇、待賢門院[注釈 8]、天道根神の三柱。
  - 所在地：香川県坂出市高屋町878 （高家神社）
- 西行法師の道：青海神社から白峯御陵までの道のり1.34 kmのことで平成15年に整備され、歌碑88基と石灯籠93基があり、歌碑を詠みながら歩くことができる。

## 五色山（五色台）
- 白峯（標高357 m）（白峰山 標高336.9 m)：当寺、白峰園地、白峰パークセンター、ニューサンピア坂出、青海神社、高家神社、稚児の滝、西行法師のみち
- 赤峯（標高478.7 m）：大平山、足尾大明神、中山休憩所、猪尻山（五色台最高地点標高483m）
- 青峯（標高449.3 m）：根香寺、五色台少年自然センター
- 北峯（標高389.0 m）：五色台ビジターセンター、休暇村讃岐五色台
- 黒峯（標高375.0 m）：黒峰園地、大崎山園地、瀬戸内海歴史民俗資料館、大崎鼻展望地、大崎鼻
- 黄ノ峯（標高174.8 m）
- 紅峯（標高245.0 m）

## 脚註